# Llucana

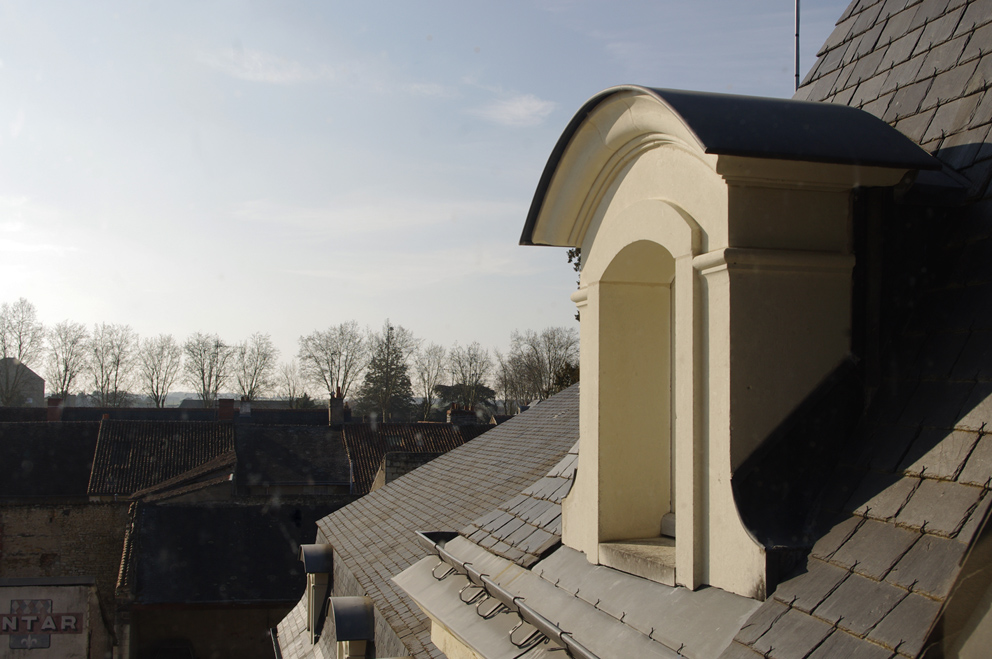
Una llucana del a Richelieu (Indre-et-Loire, França)

Una llucana (o llumera a l'Alguer) és una finestra o claraboia vertical que sobresurt sobre el pendent d'una teulada inclinada per a donar il·luminació i ventilació als espais sota coberta o accés a aquesta, o totes dues coses alhora. La llucana es compon d'una façana vertical, de dos aiguavessos o vessants laterals i una coberta, generalment de 2 o 3 aigües, que formen llimes amb la coberta principal. La llucana va ser a l'origen una obra de fusteria que era suportada per la coberta, malgrat que la seva façana podia ser d'obra de paleta.
Les llucanes poden tenir nombroses formes, dimensions i disposicions, i tenir una o diverses finestres i ser en un o diversos nivells. També poden ser l'element de coronament d'un cos de l'edificació.

## Història

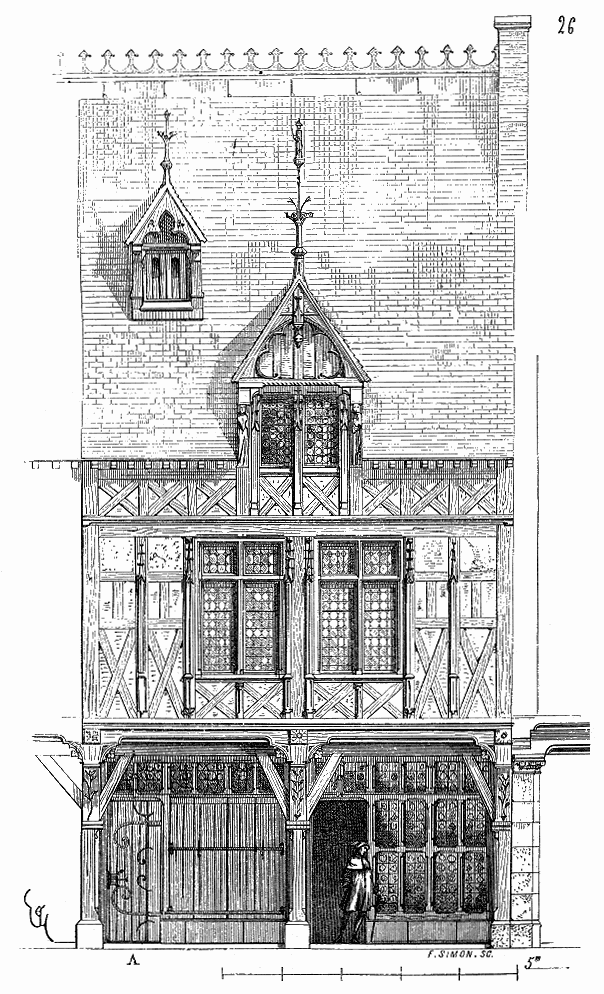
Llucana de fusta en arc trevolada a l'esquerra, en arc polilobulat a la dreta

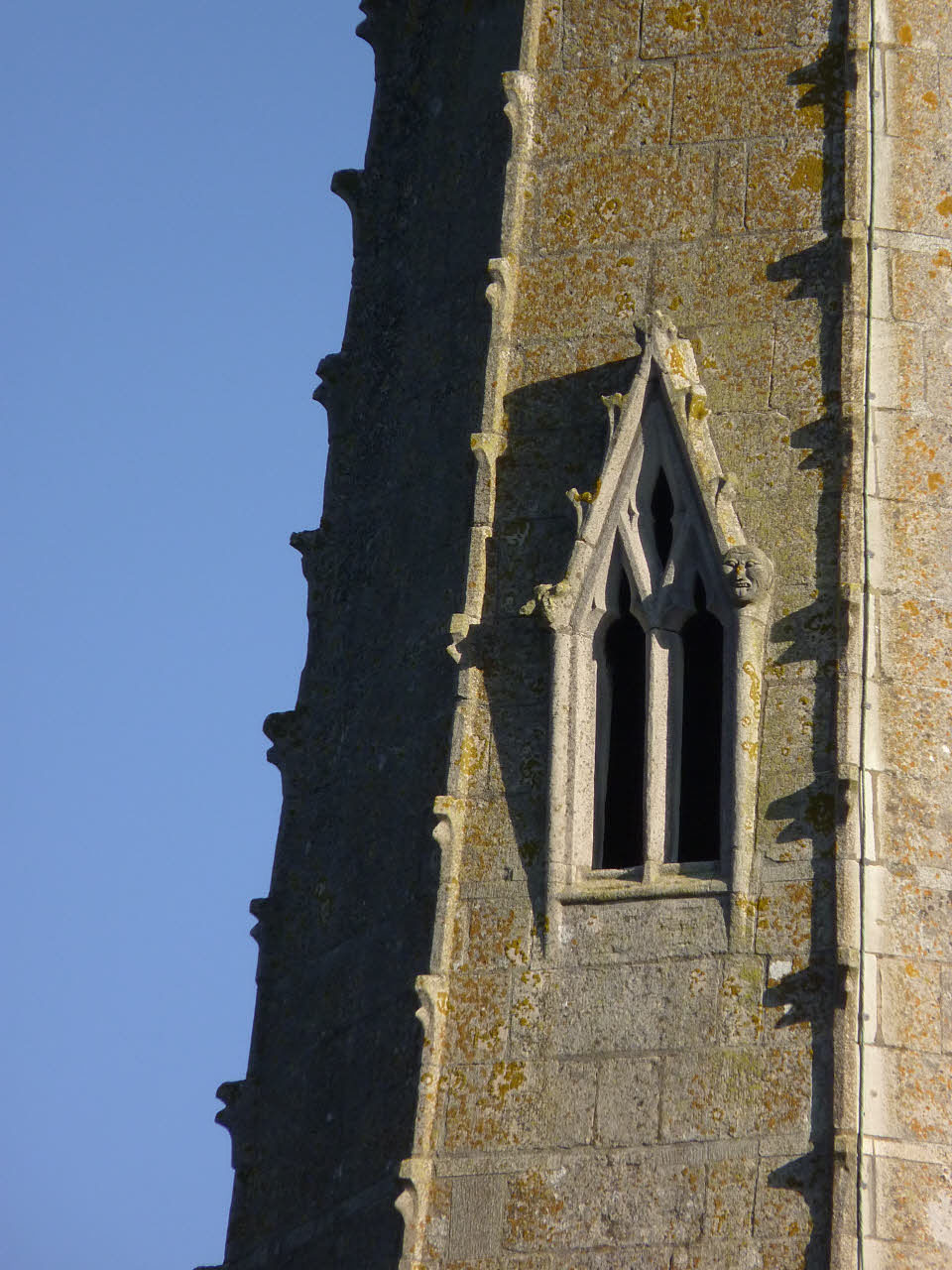
Primeres llucanes per a ventilar les espires gòtiques de les esglésies

Segons l'arquitecte Eugène Viollet-li-Duc, la llucana aparegué a la primeria del període gòtic: durant el període romànic, les teulades eren poc pronunciades i les llucanes perdudes. Al segle xiii, les teulades tornaren més pronunciades i les llucanes condicionaren com a grans sales teginades en les grans residències (palau, castell, mansió). Aquestes peces havien de ser il·luminades i airejades. Les primeres llucanes recobertes de plom o de llosa en aquests edificis eren de fusta i amb gablets calats (sovint en arc trilobulat encaixat entre dos tirants); els picapedrers manllevaren posteriorment aquesta forma als fusters per a construir finestres de teulada de pedra amb gablet i pinacles. La seva funció decorativa s'escampà en el gòtic flamíger i especialment en el Renaixement per esdevenir durant els segles següents elements més simples.

Un dels primers usos de llucanes fou en les obertures esveltes que fornien ventilació a les agulles de les esglésies i catedrals gòtiques. Un exemple primitiu en són les golfes de la torre de la catedral de l'església de Crist, a Oxford. Les llucanes s'han utilitzat en l'arquitectura domèstica a Gran Bretanya d'ençà del segle xvi. A França, les llucanes van ser popularitzades per l'arquitecte Francois Mansart, que les va usar extensament en les teulades de París del segle xvii —al punt de donar nom a una classe de coberta i de finestra de llucana, la mansarda.

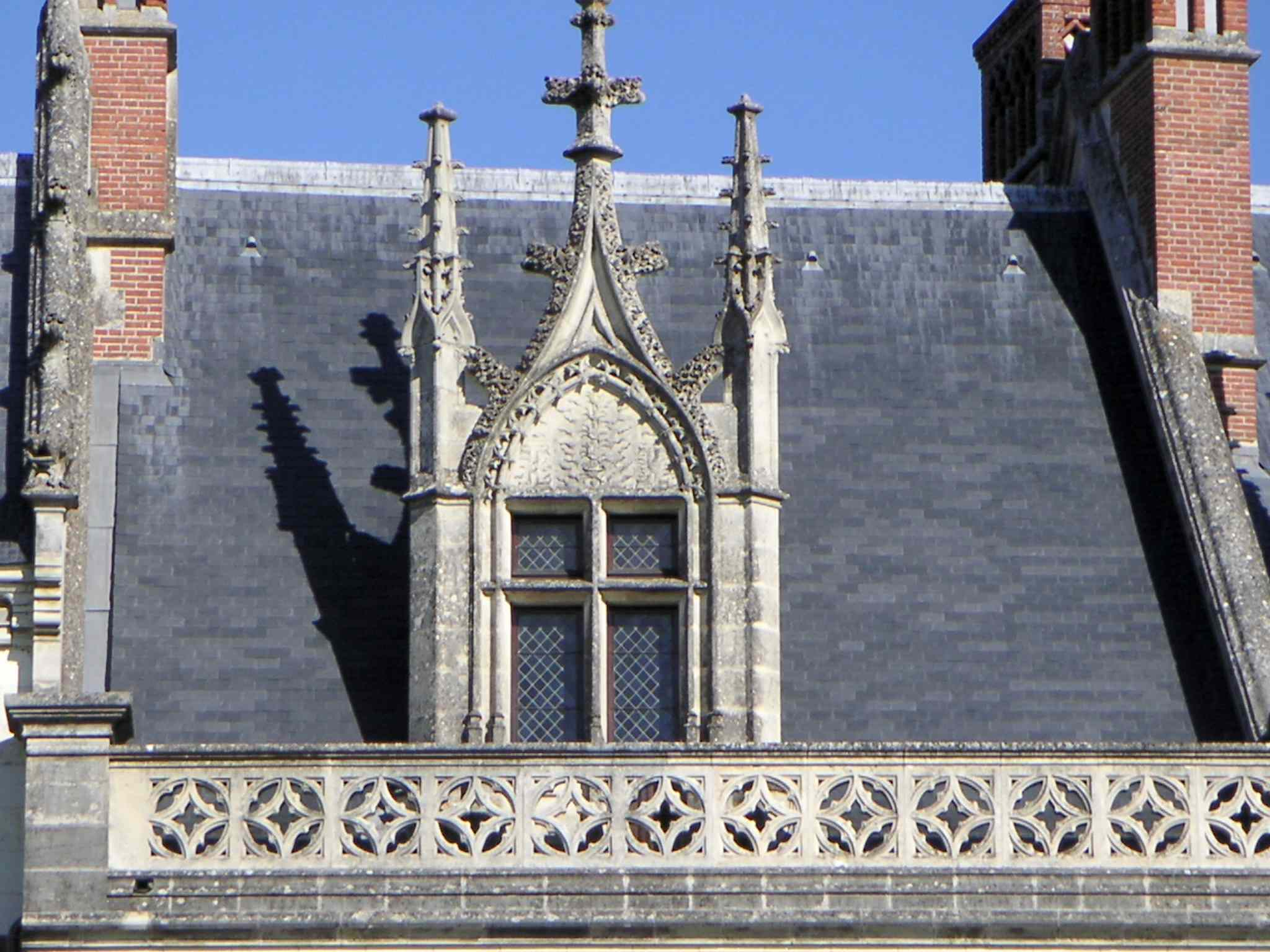
Llucana gòtica del castell d'Amboise
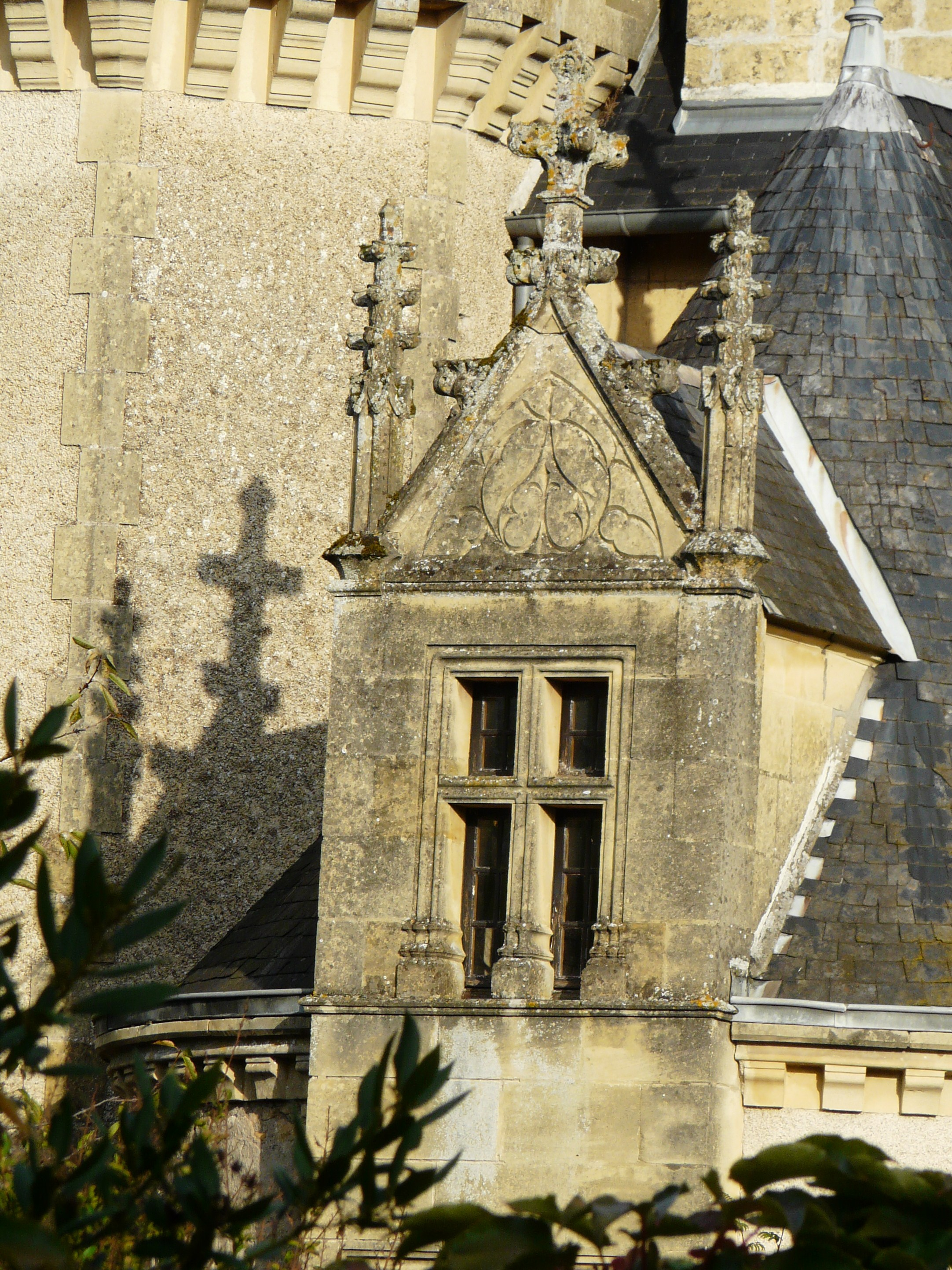
Llucana de pedra amb gablet i pinacle
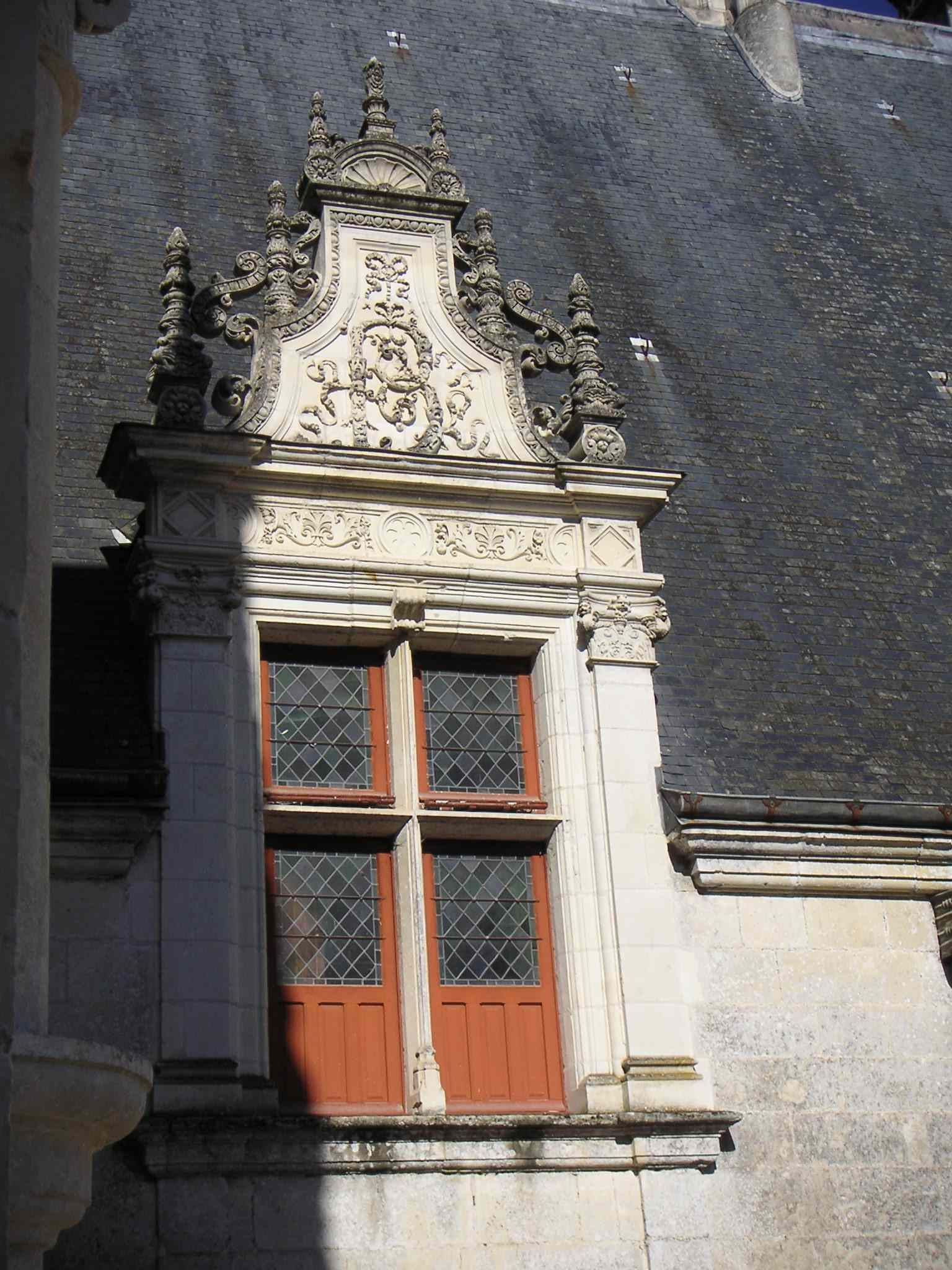
Llucana renaixentista del castell d'Azay-le-Rideau
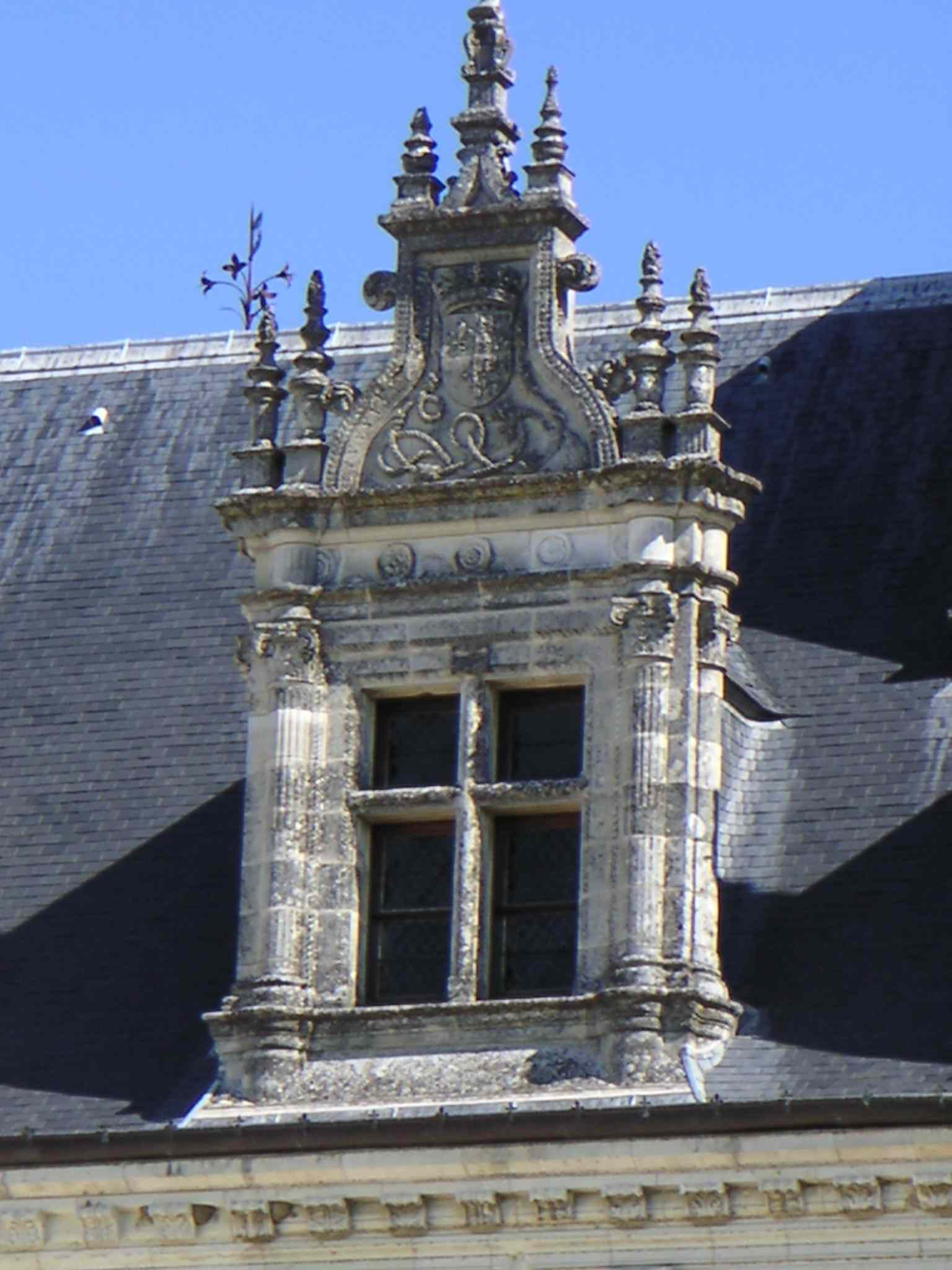
Llucana renaixentista del castell d'Amboise
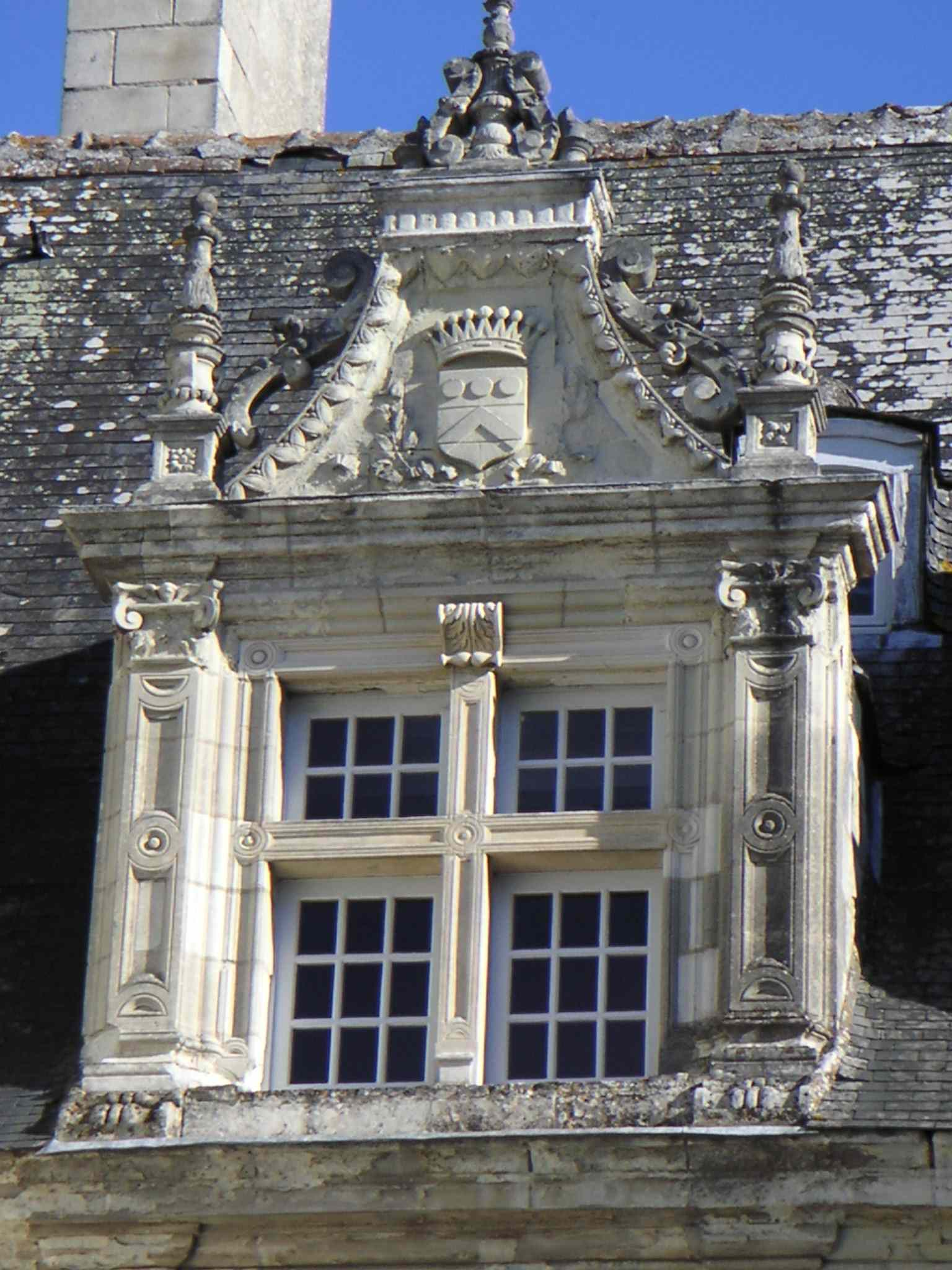
Llucana renaixentista del castell deVillandry
Llucana renaixentista del château de Chambord.
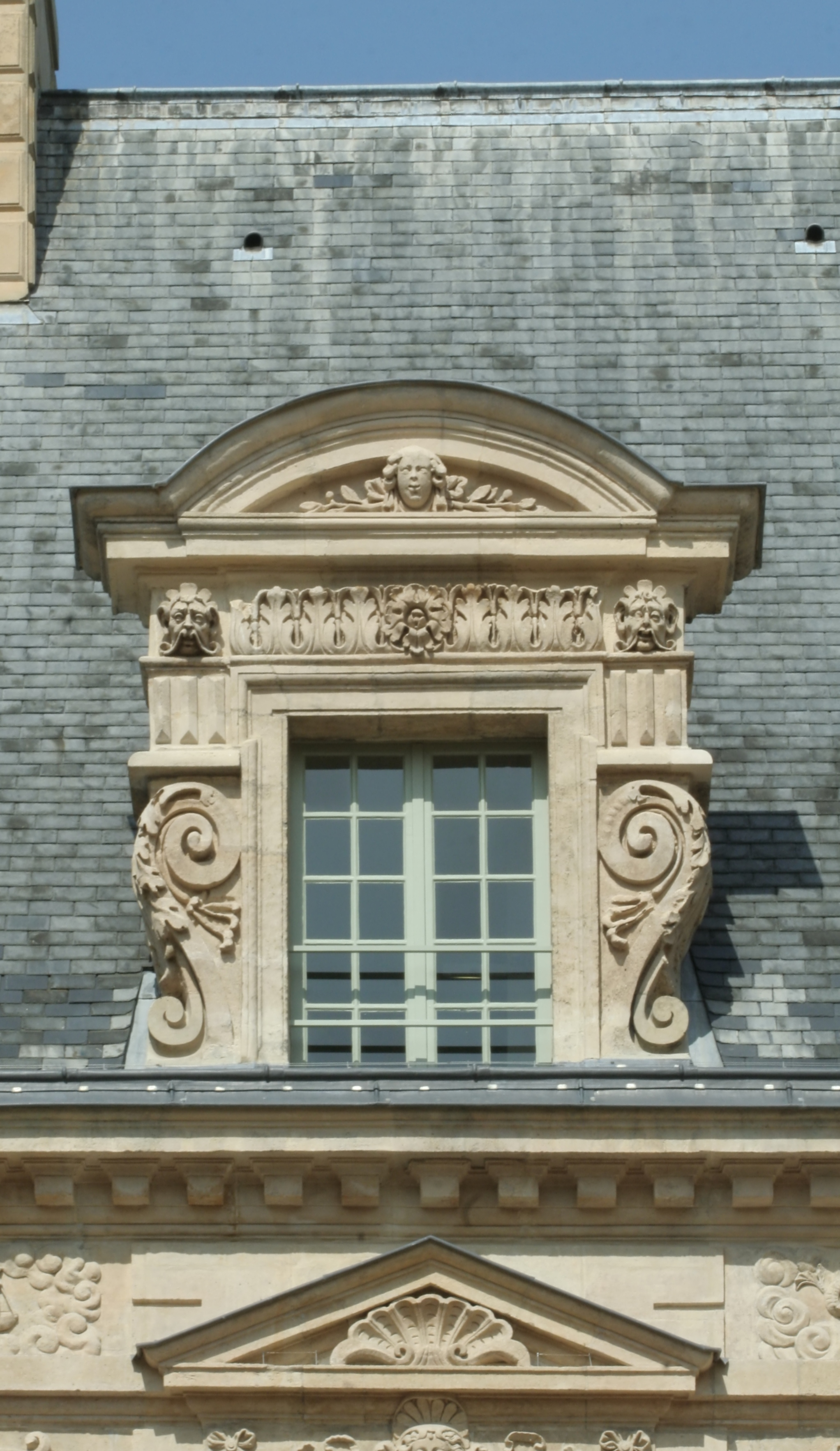
Llucana cenyida i enquadrada per volutes del segle xvii

## Tipus de llucanes
Les llucanes tenen moltes formes; llur denominació varia segons els països i regions.
Segons llur ús, es distingeixen dues classes de llucanes:
- Les llucanes d'accés que serveixen per a entrar els articles pesants o voluminosos (fenc, farratge, etc.) a la golfa amb corriola o com a porta).
- Les llucanes finestra que serveixen per a fer habitable (il·luminació i ventilació) una golfa.

Llucanes segons l'ús
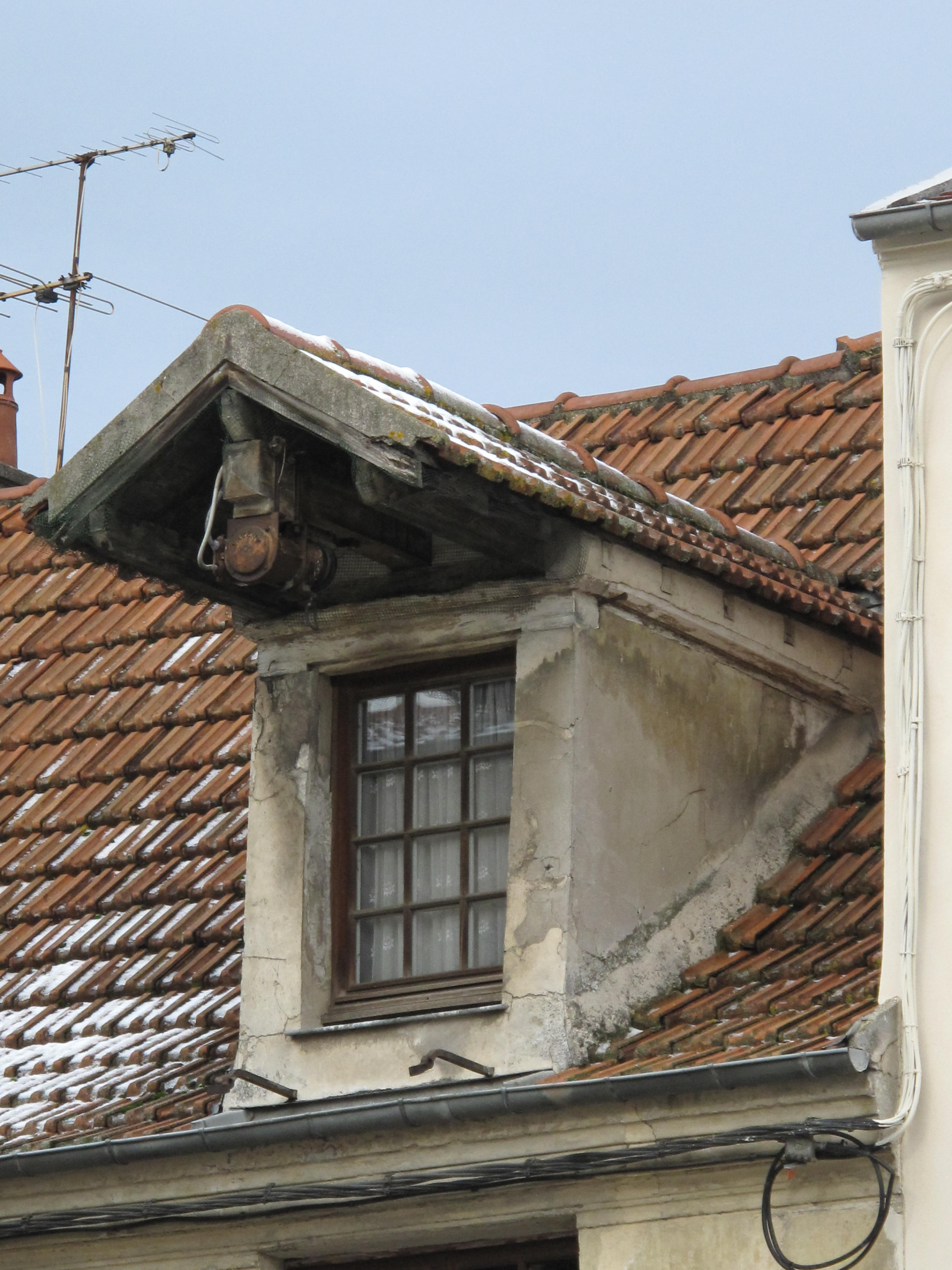
Golfa d'accés: golfa-corriola en Lagny-sud-Marne .
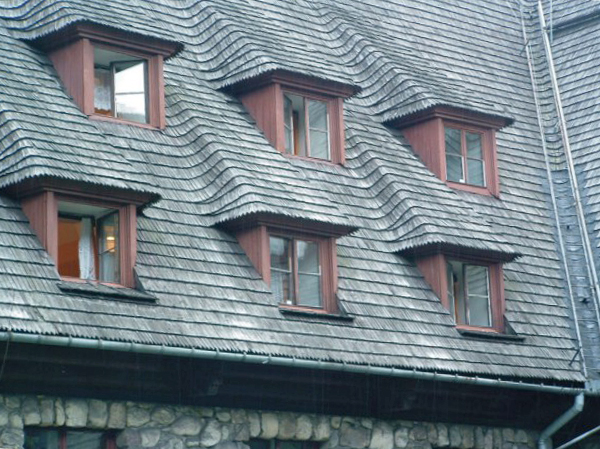
Golfes de finestra.

Segons llur posició en relació al mur trencaaigües (aquell perpendicular al pendent de la coberta, tingui ràfec o no, amb canaló o trencaaigües), es distingeixen:
- llucana de façana, la façana de la qual es recolza en el mur trencaaigües. Pot interrompre al ràfec o no;
- llucana reentrant, la finestra de la qual està gairebé enterament sota el pendent de la teulada i retirada en comparació del descobert del mur trencaaigües, del qual està separada per una terrassa. La llucana reentrant té laterals reentrants. Pot causar problemes d'estanqueïtat;
- llucana de vessant està recolzada en el curs d'un vessant de la coberta. Es pot utilitzar per a il·luminar un segon nivell de golfes.

Llucanes segons la posició en relació al mur
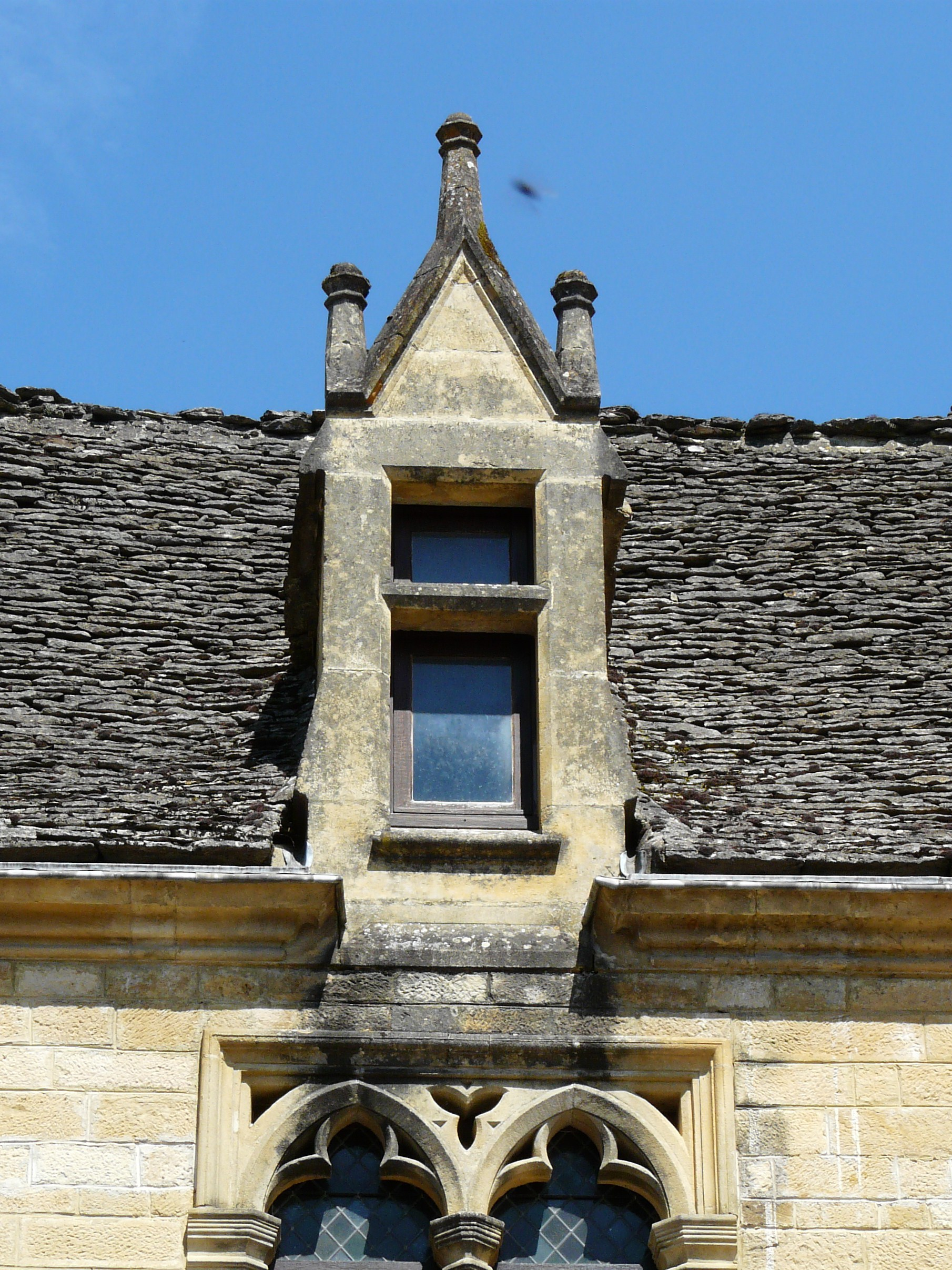
Llucana de façana.
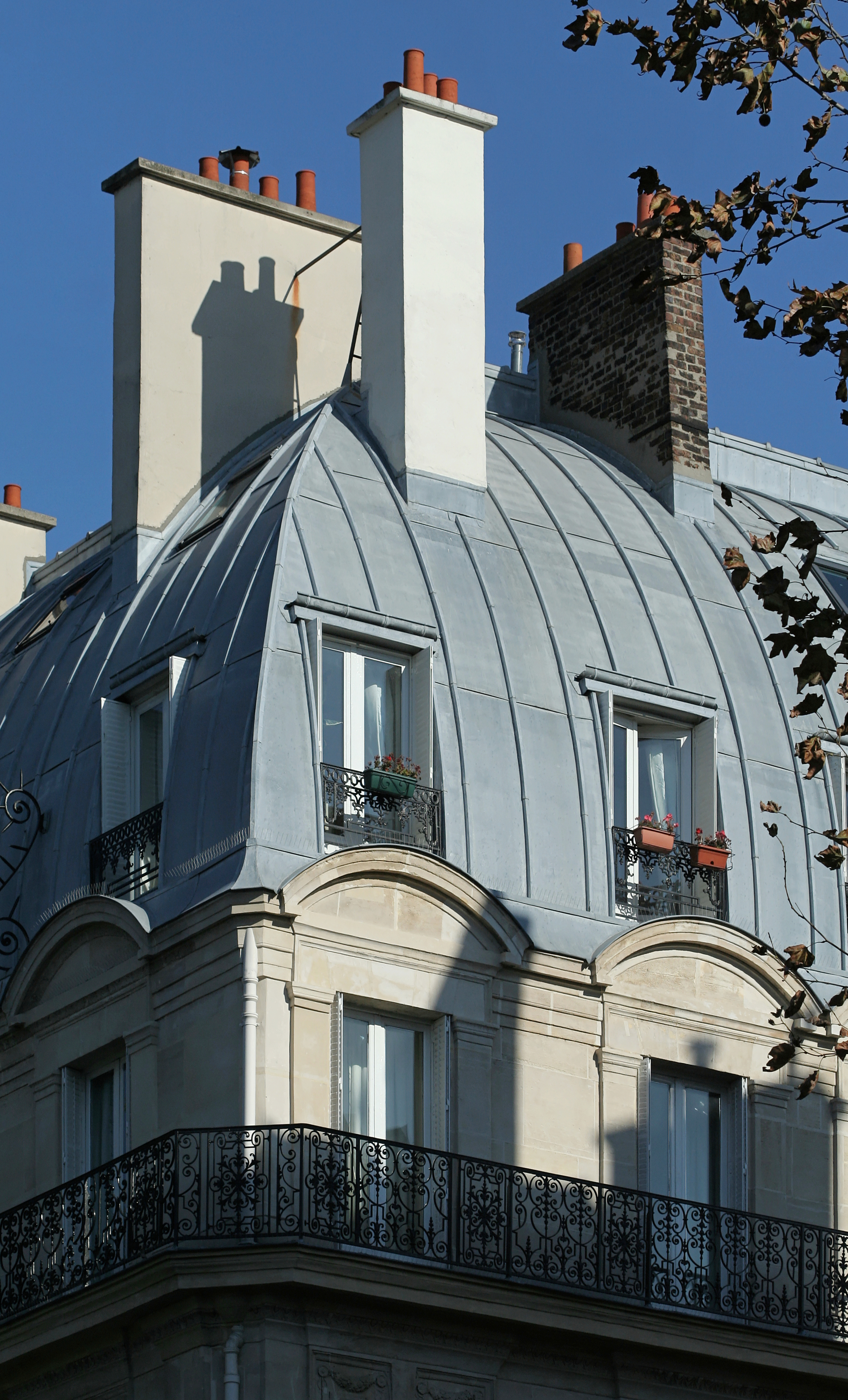
Llucana reentrant a París.
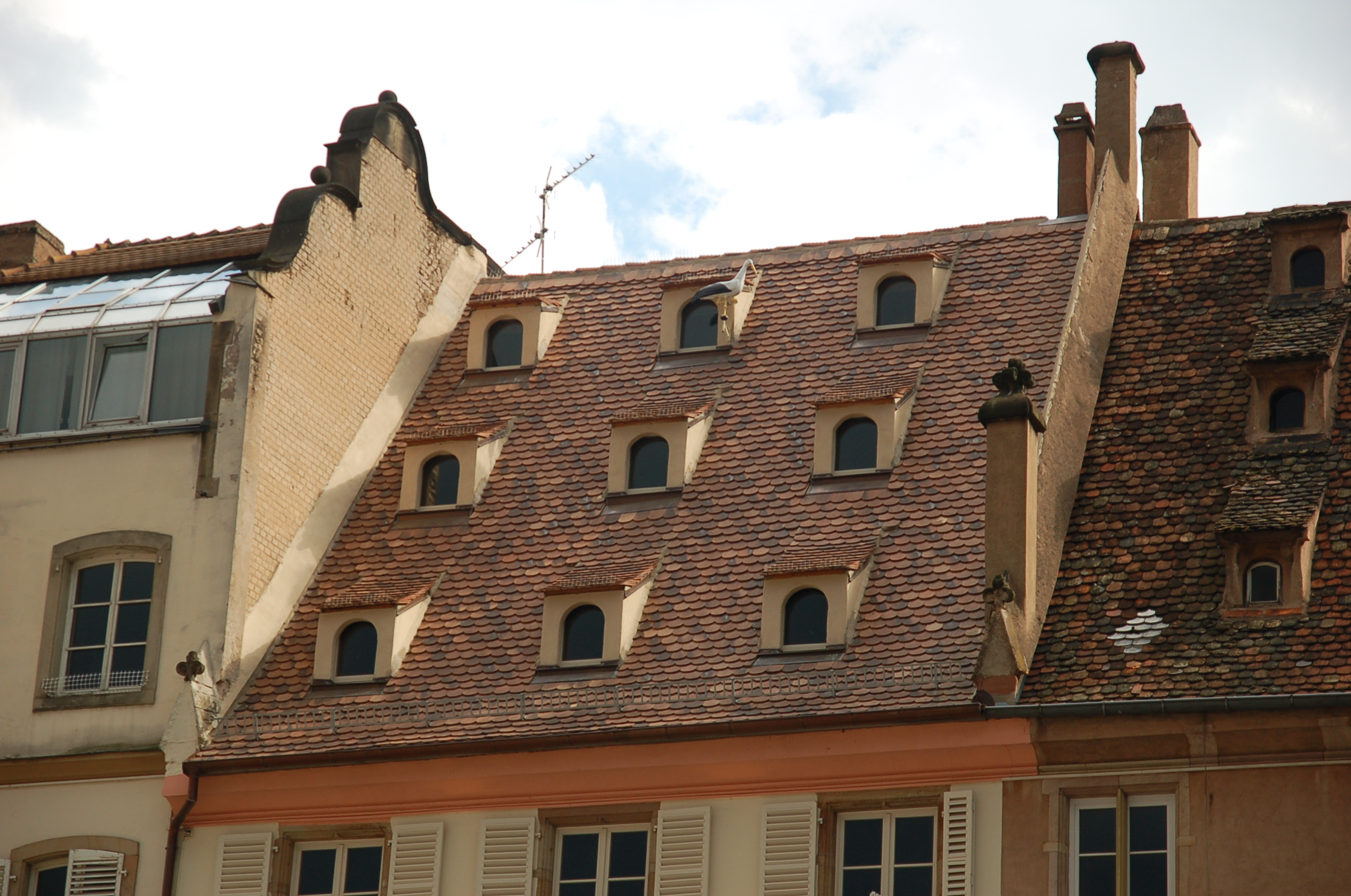
Llucana sobre les aigües en diversos nivells.
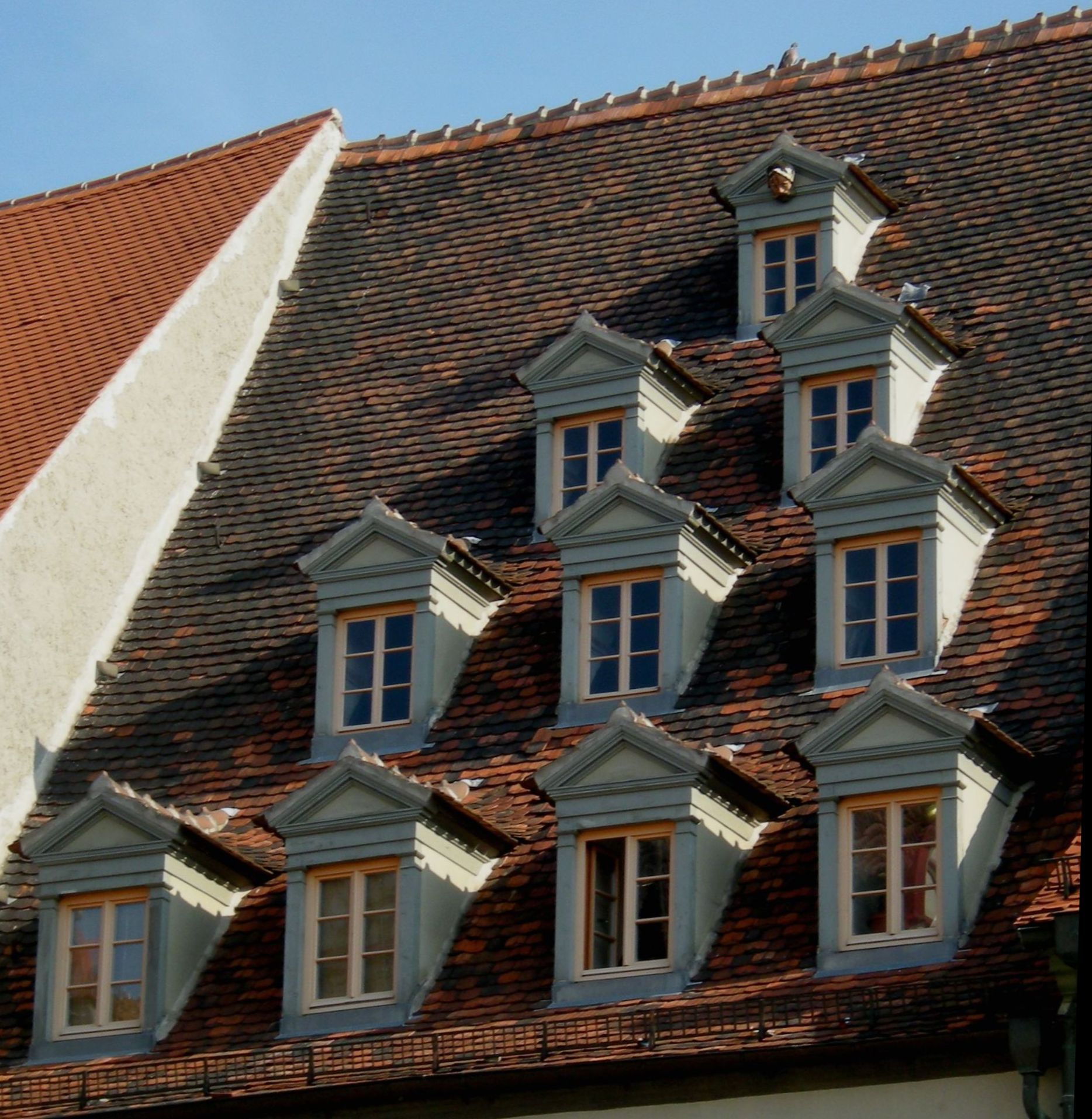
Un altre exemple de Llucana en diversos nivells.

Llucanes de petites dimensions:
- L'ull de bou, una llucana l'obertura de la qual és circular o oval;
- outeau o llucana punxeguda, llucana de dos pendents recobrint una obertura triangular o més rarament rectangular, sense part de paret.[6]
- chien-assis (gos assegut) designava a l'origen una llucana petita destinada a la ventilació, amb la part frontal més alta per a recollir més bé la llum.

Llucanes petites
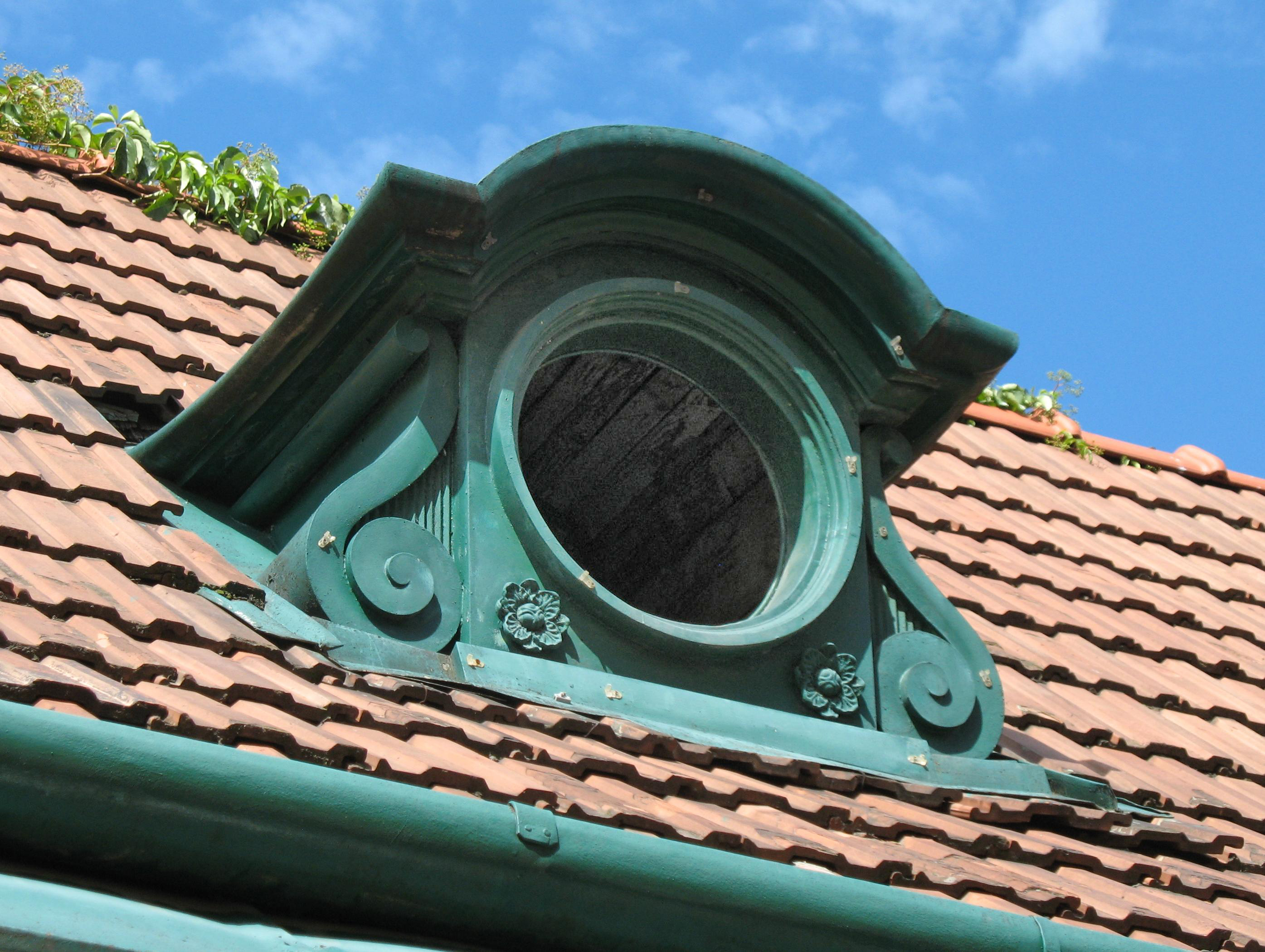
Ull de bou a Viena.
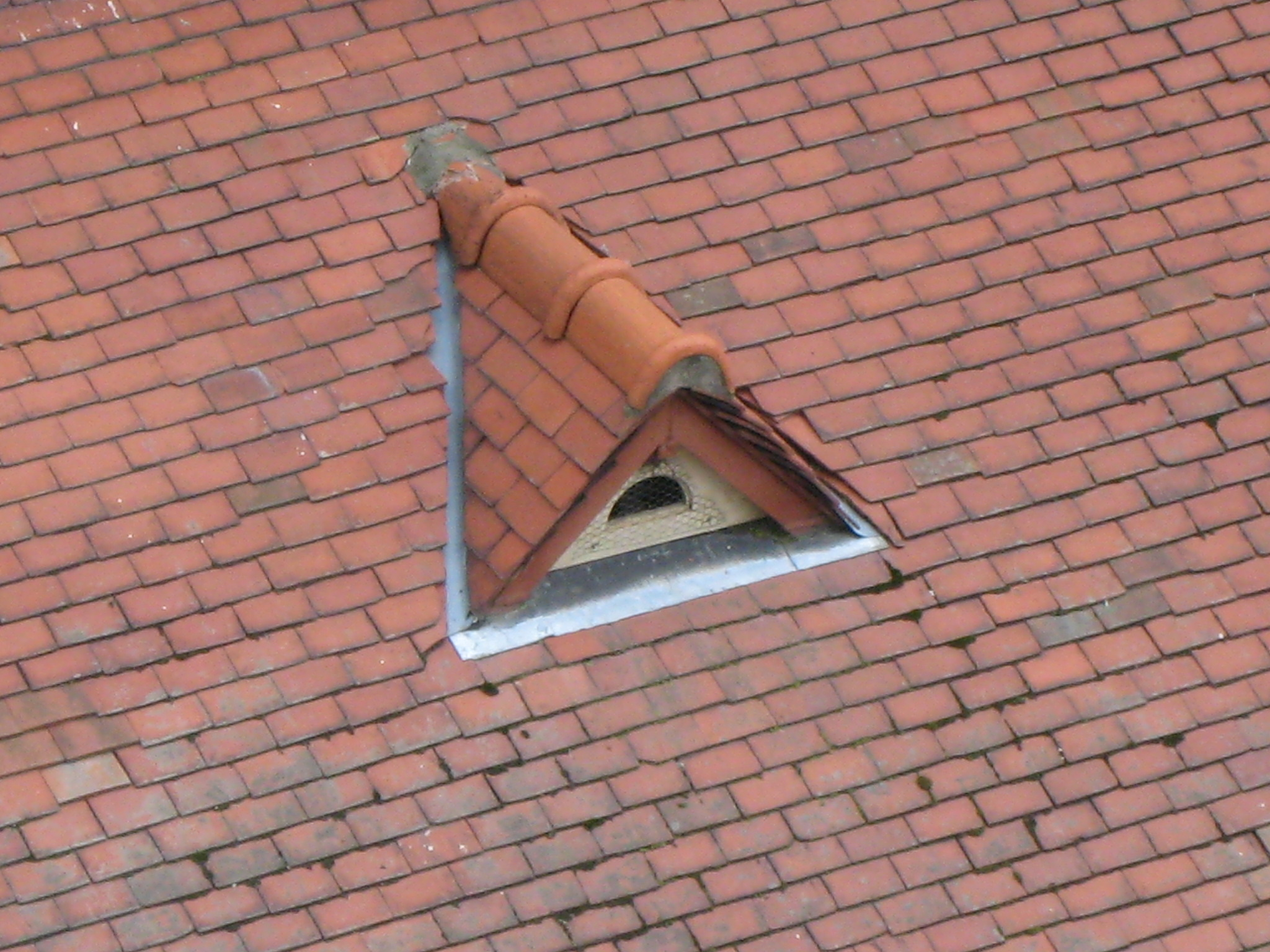
Outeau o llucana punxeguda, solament de ventilació.
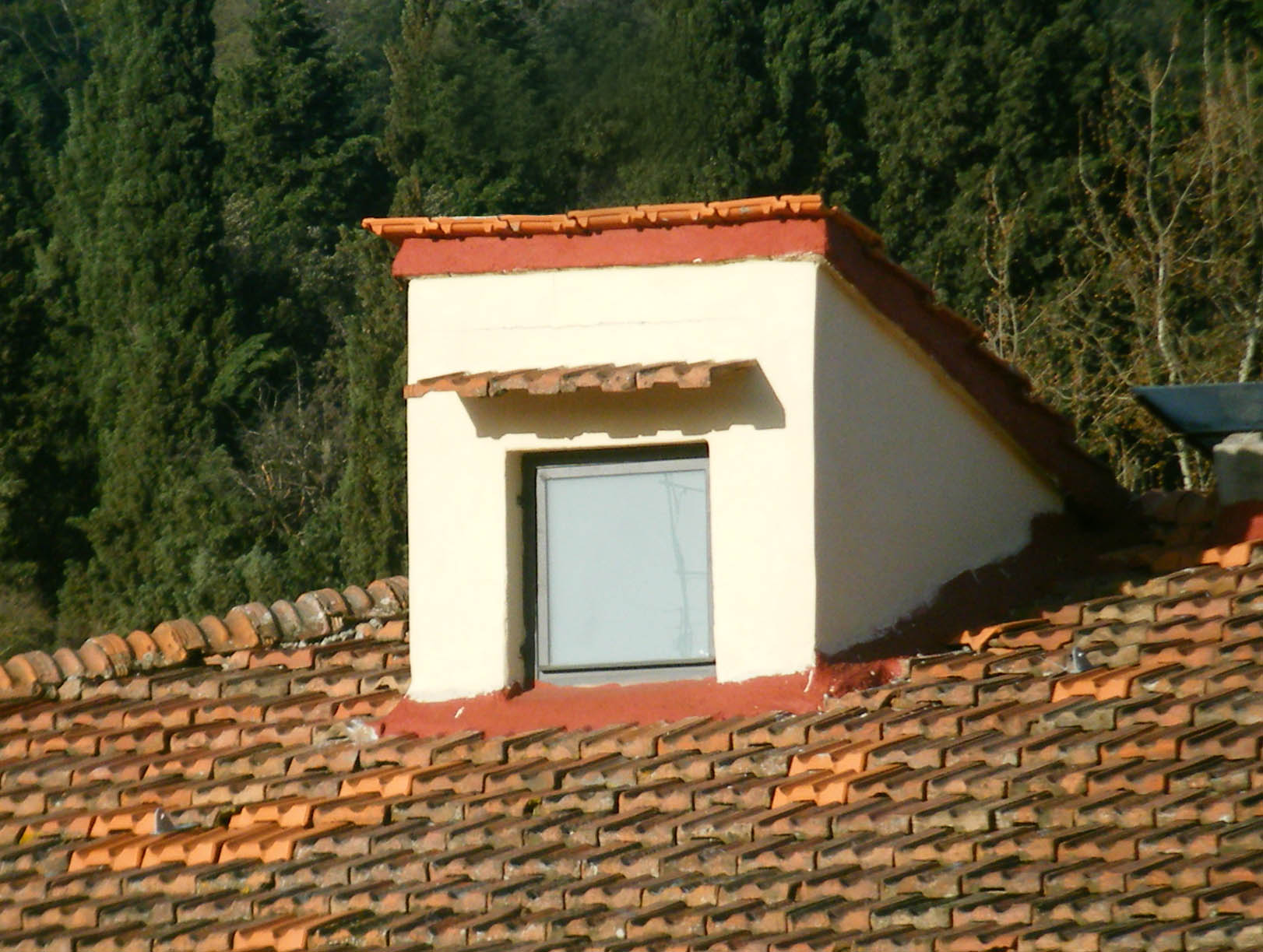
Llucana chien-assis, o de pendent capgirat.

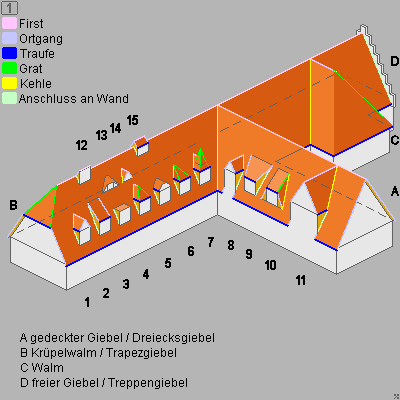
1. llucana jacobina
2. llucana rampant
3. llucana de teulada plana
4. llucana a la caputxina
5. llucana bombada
6. llucana holandesa
7. llucana molinera
8. llucana en capell de gendarme
9. outeau
10. llucana cimera

Denominacions en relació al front o façana de la llucana mateixa:
- llucana frontó es caracteritza pel seu frontó triangular o curvilini;
- llucana historiada es caracteritza pel seu timpà ornat d'escultures d'armes o de baixos relleus i la seva coronació retallada en arcades o acabada en pinacles;
- llucana flamenca està construïda en obra de pedra o de maó i coronada per un frontó de múltiples resaltos dissimulant la vista de la coberta;
- llucana pendent o llucana molinera, col·locada en alineació vertical amb la part davantera i l'espai de la qual davalla per sota de la coberta mateixa.

Llucane segons llur front
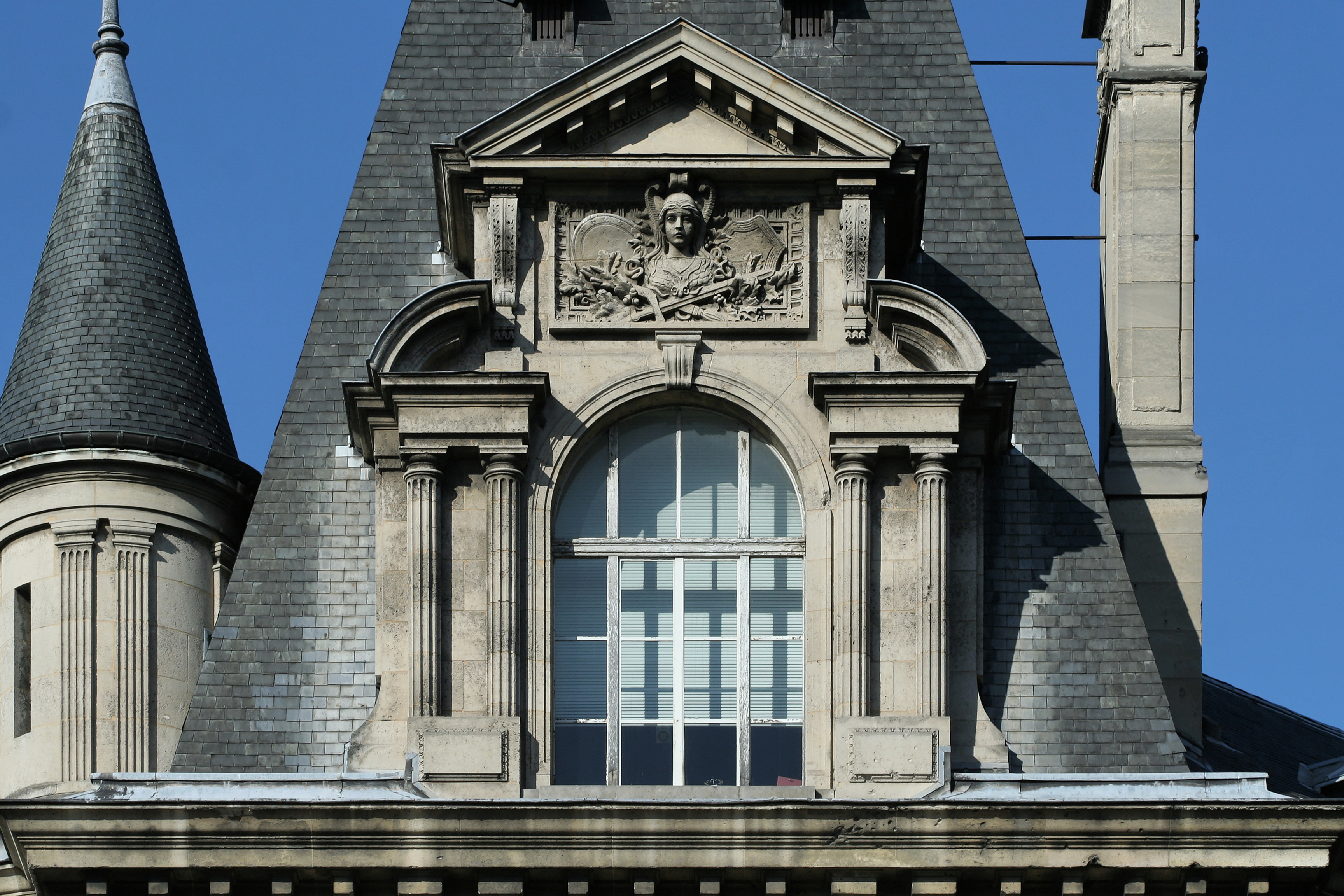
Llucana frontó del Palau de Justícia de París.
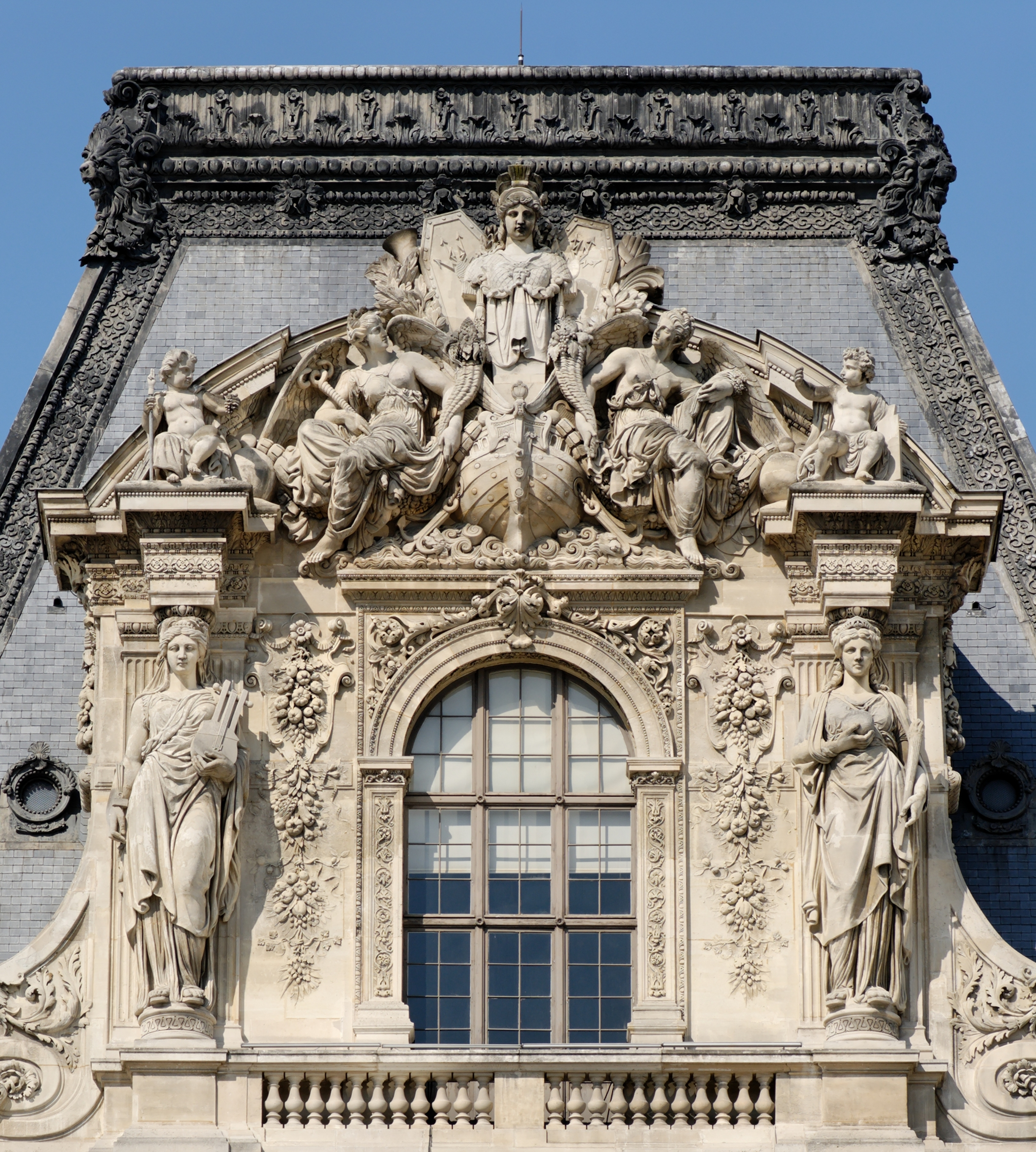
Llucana historiada, frontó i cariátides de la façana sud del pavelló Turgot del Palau del Louvre (ca. 1857).
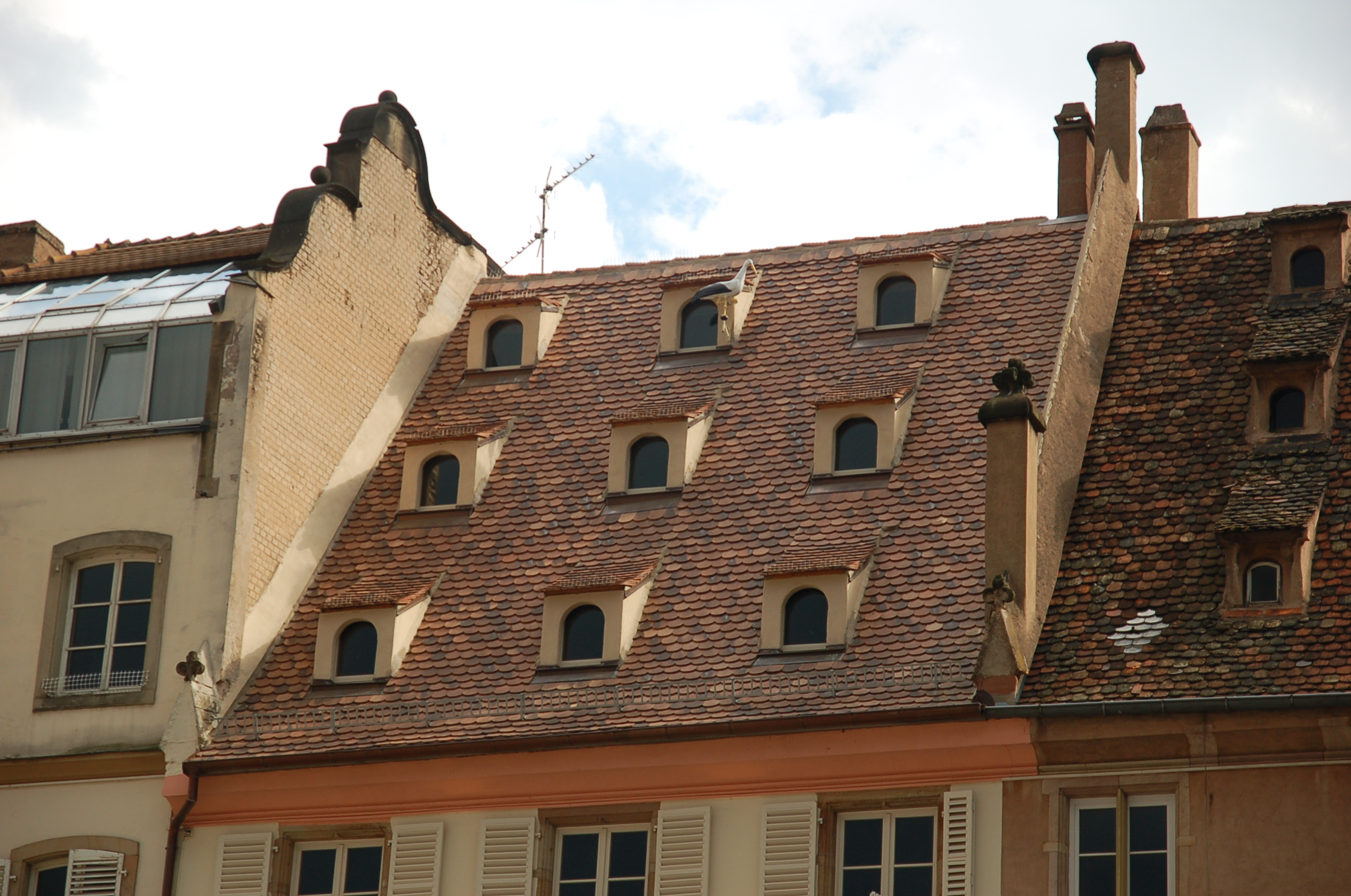
Llucanes flamenques.
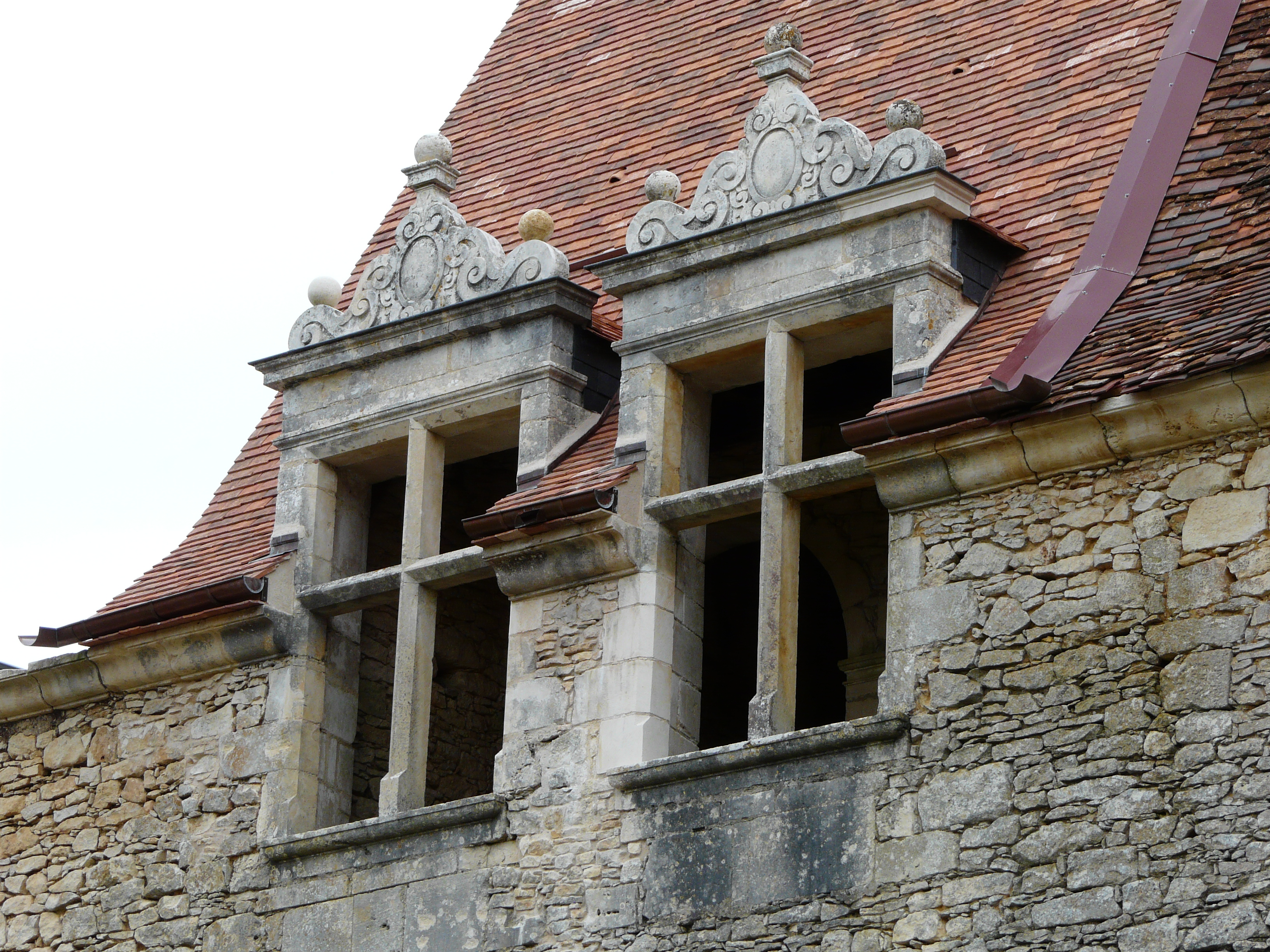
Llucanes a la molinera del castell de Laxion, Cornhac.

Denominacions amb relació a la posició de la llucana en la coberta:
- llucana jacobina, dita també llucana de dues aigües o llucana en cavallet, amb una coberta en dues parts de les quals la cresta és perpendicular a la coberta principal i té un pinyó o un frontó en façana;
- llucana senyoreta[7] està col·locada en la part superior d'una golfa i acaba amb un sostre triangular cònic;
- llucana rampant la teulada de la qual és d'un sol pendent lleuger;
- llucana en forma de trapezi o golfa holandesa: llucana rampant els flancs laterals de la qual estan inclinats;
- llucana a la caputxina, també dita llucana caputxina o golfa de vessants, està coberta amb un sostre amb tres aigües amb una cresta en la part frontal;
- llucana bombada o llucana en arc o arcada, la teulada del qual té la forma d'un arc de cercle, uneix làmines de zinc o de coure permetent una execució de les més modernes;
- llucana carrée (quadrada), la teulada de la qual és habitualment de dues aigües i amb cimera horitzontal, és denominada claraboia en les construccions modernes.
- llucana cimera o llanterna de coberta està disposada en la part superior d'una golfa i acaba la cimera d'una coberta amb pinyó.
- llucana a la Mansart està perforada en el brisis de les cobertes amansardades. Deu el seu nom a l'arquitecte François Mansart.

Esquemes de llucanes
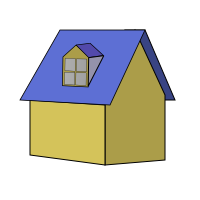
Llucana jacobina
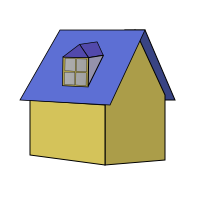
Llucana a la caputxina
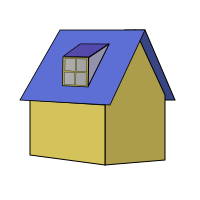
Llucana rampant
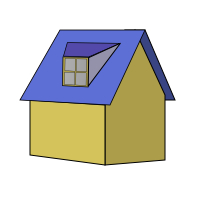
Schleppgaube (schräg)
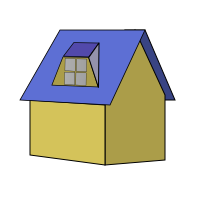
Llucana holandesa o en forma de trapezi
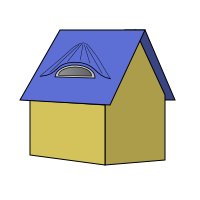
Llucana cella o en boca de granota
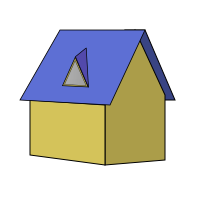
Outeau o llucana punxeguda
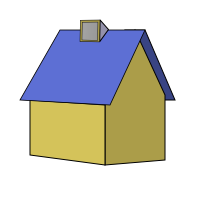
Clocheton

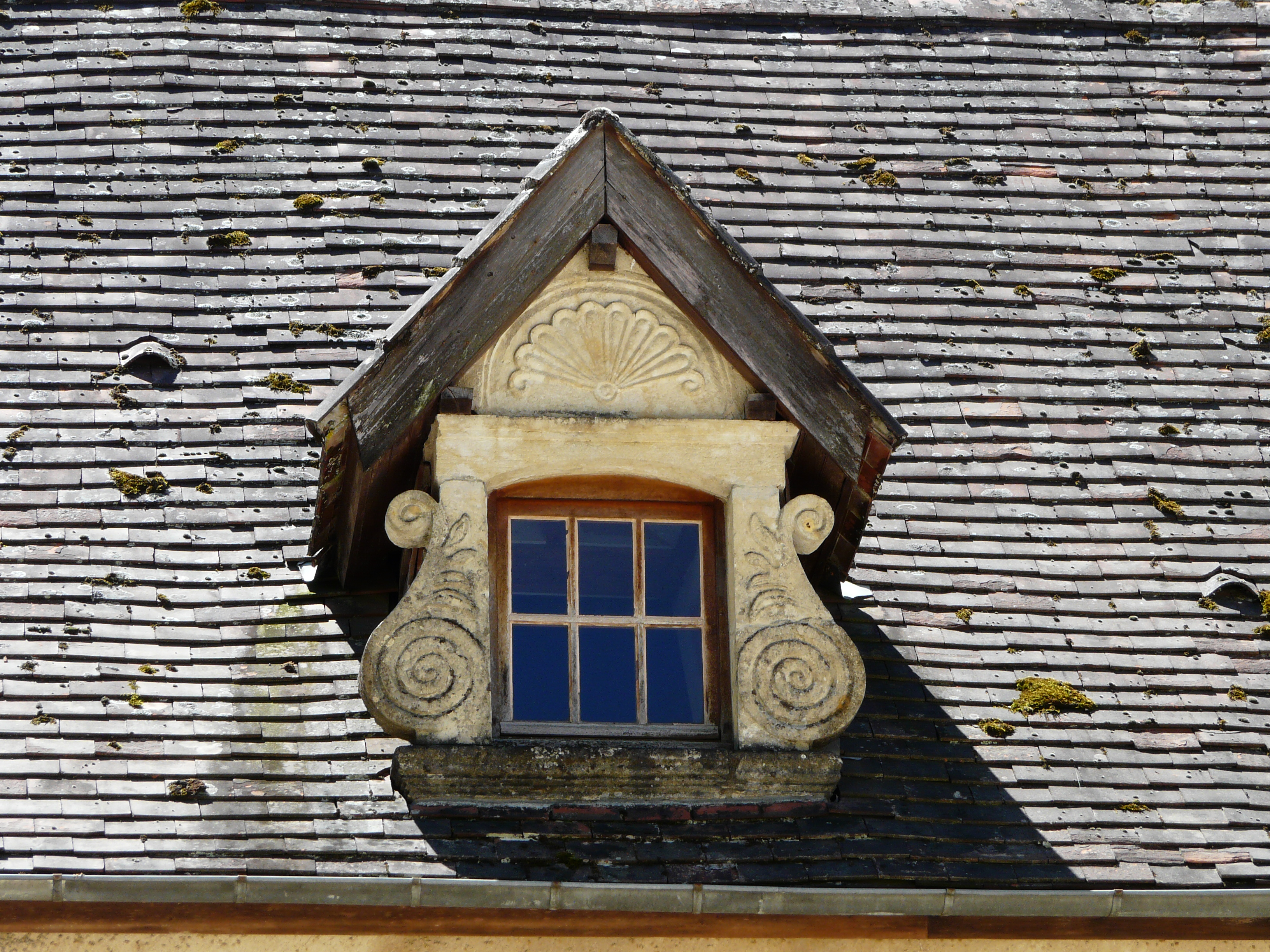
Llucana amb gablet o frontó
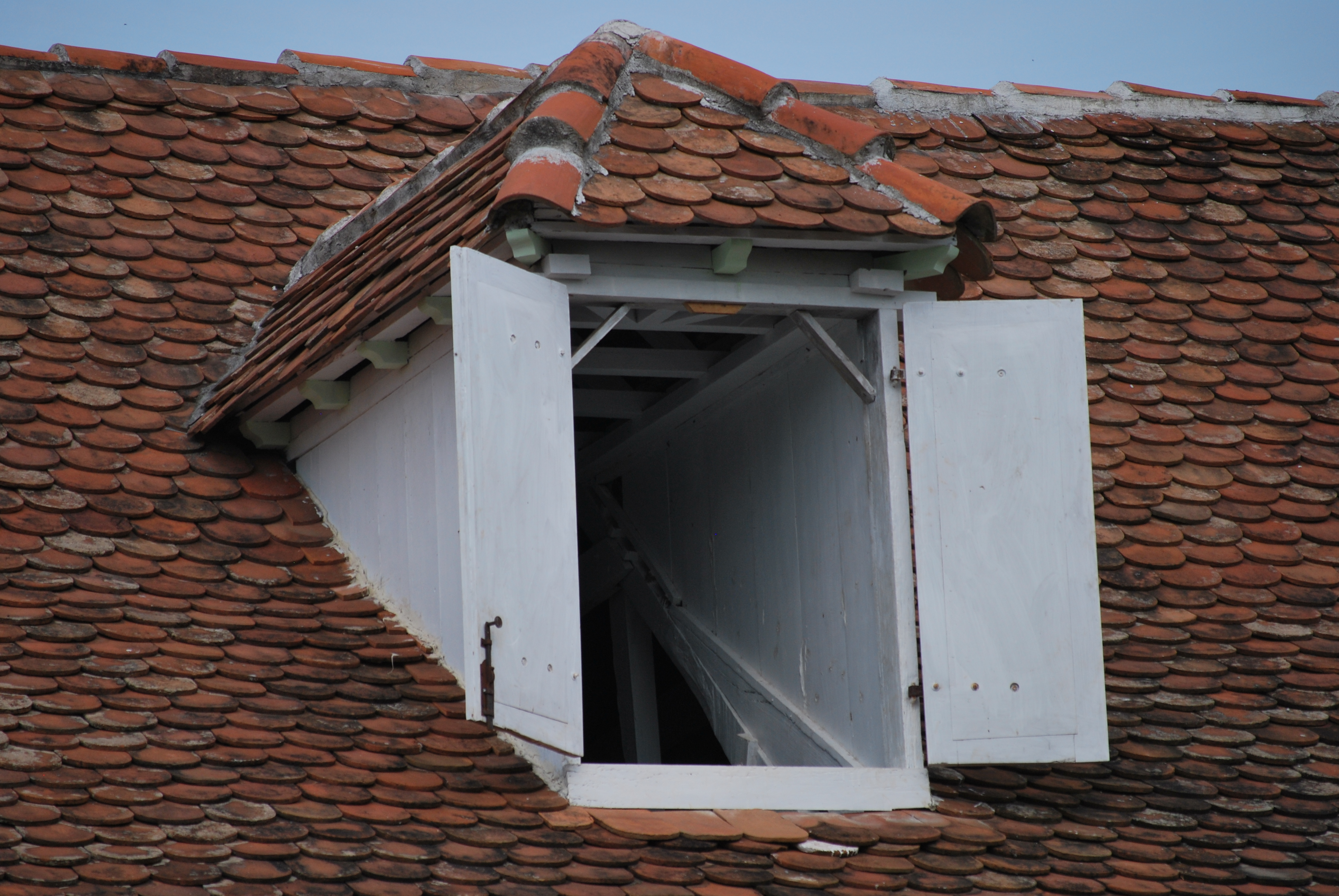
Llucana a la caputxina
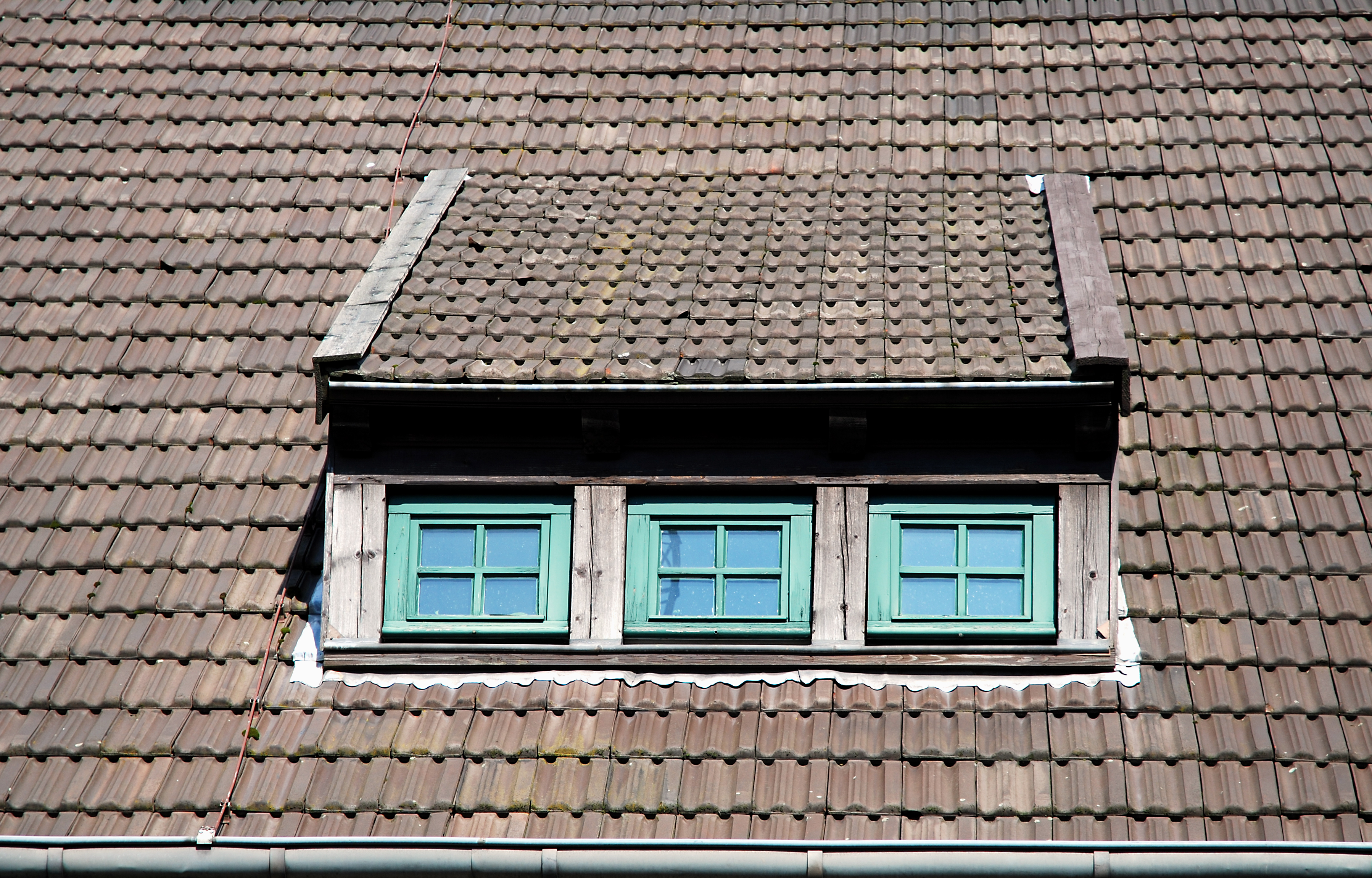
Llucana rampant
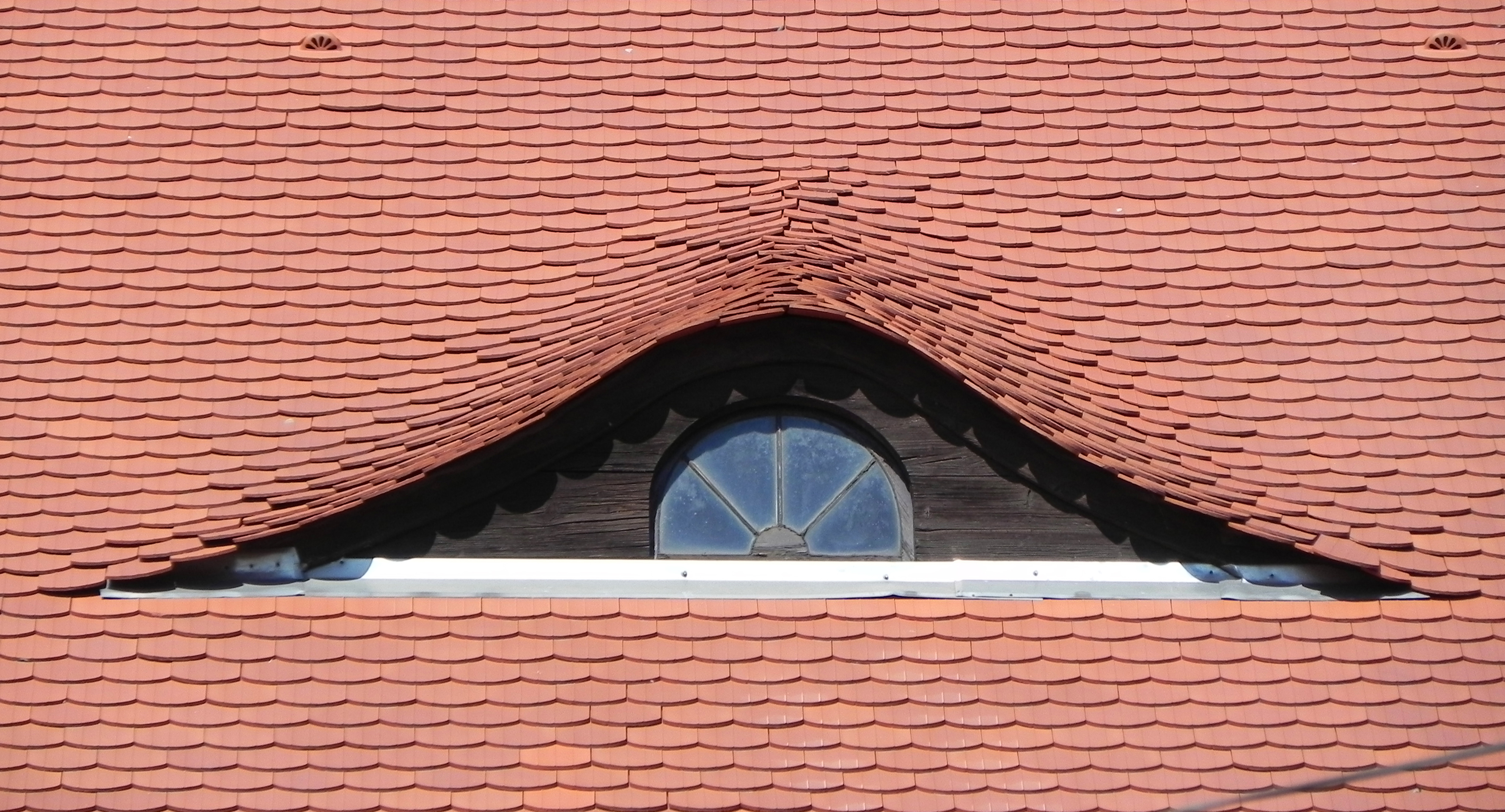
Llucana cella o en boca de granota
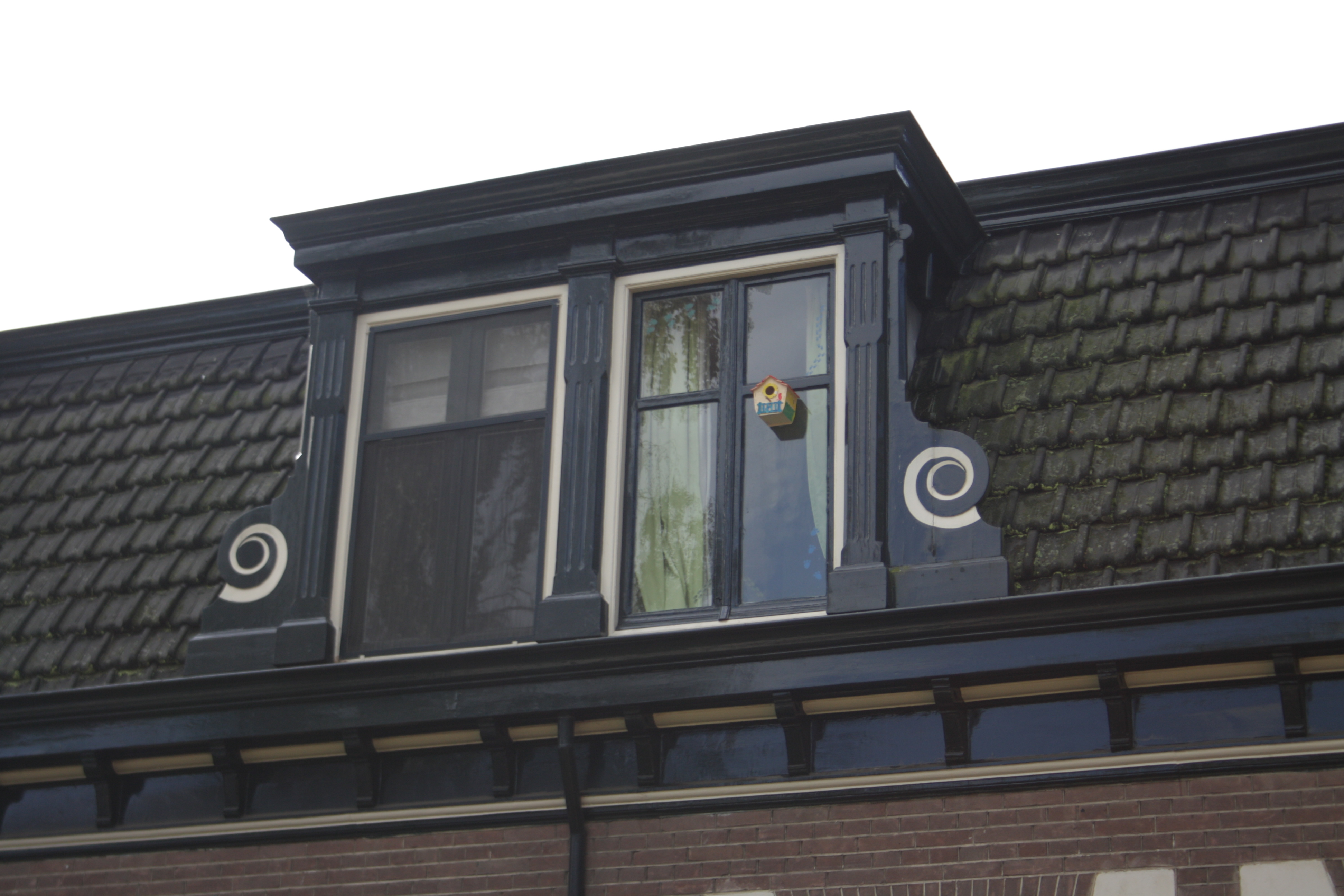
Llucana «belle voisine», amb xassissos juxtaposats
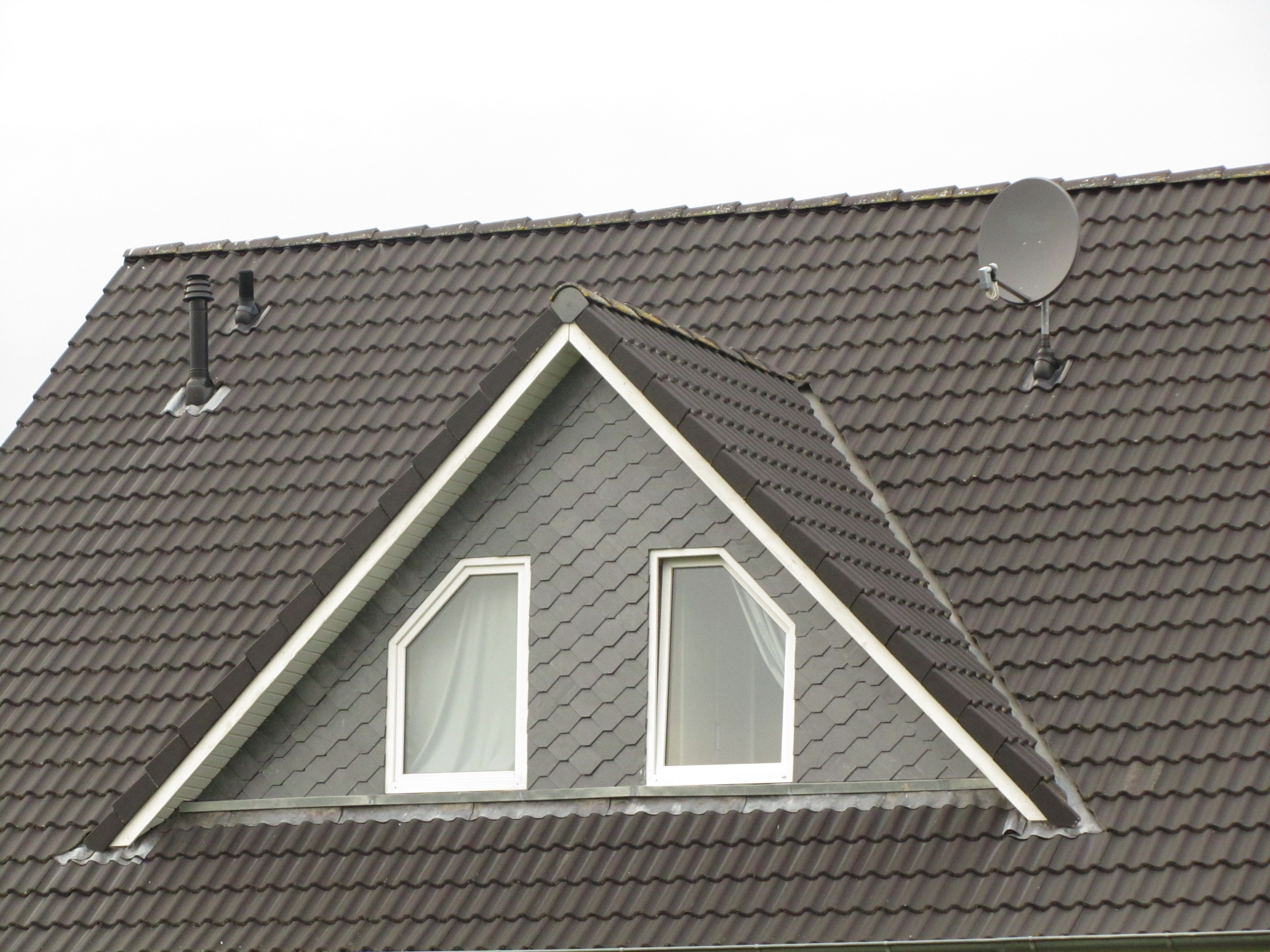
Outeau de gran dimensió

## Galeria d'imatges

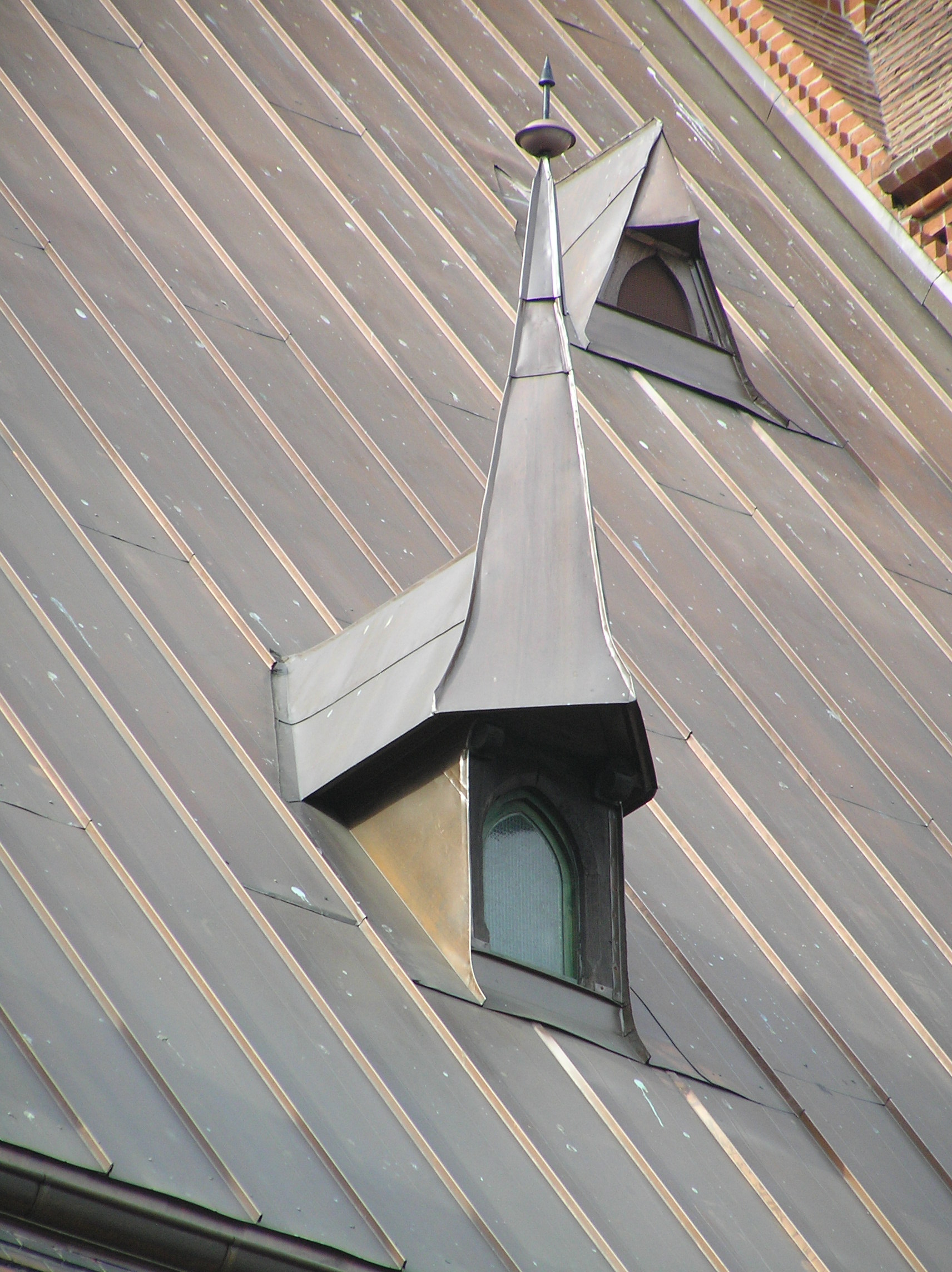
Església de Santa Catalina, Toruń
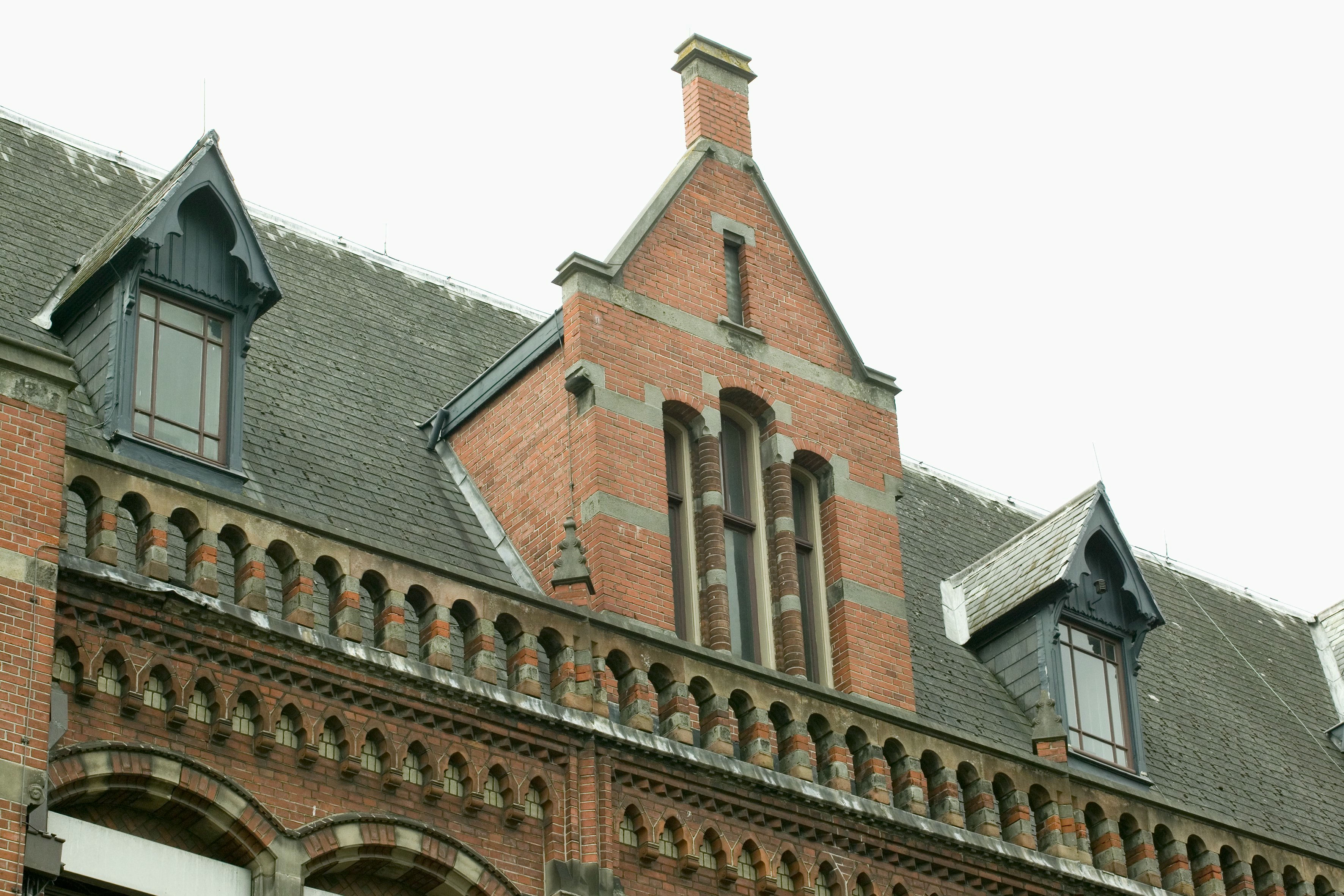
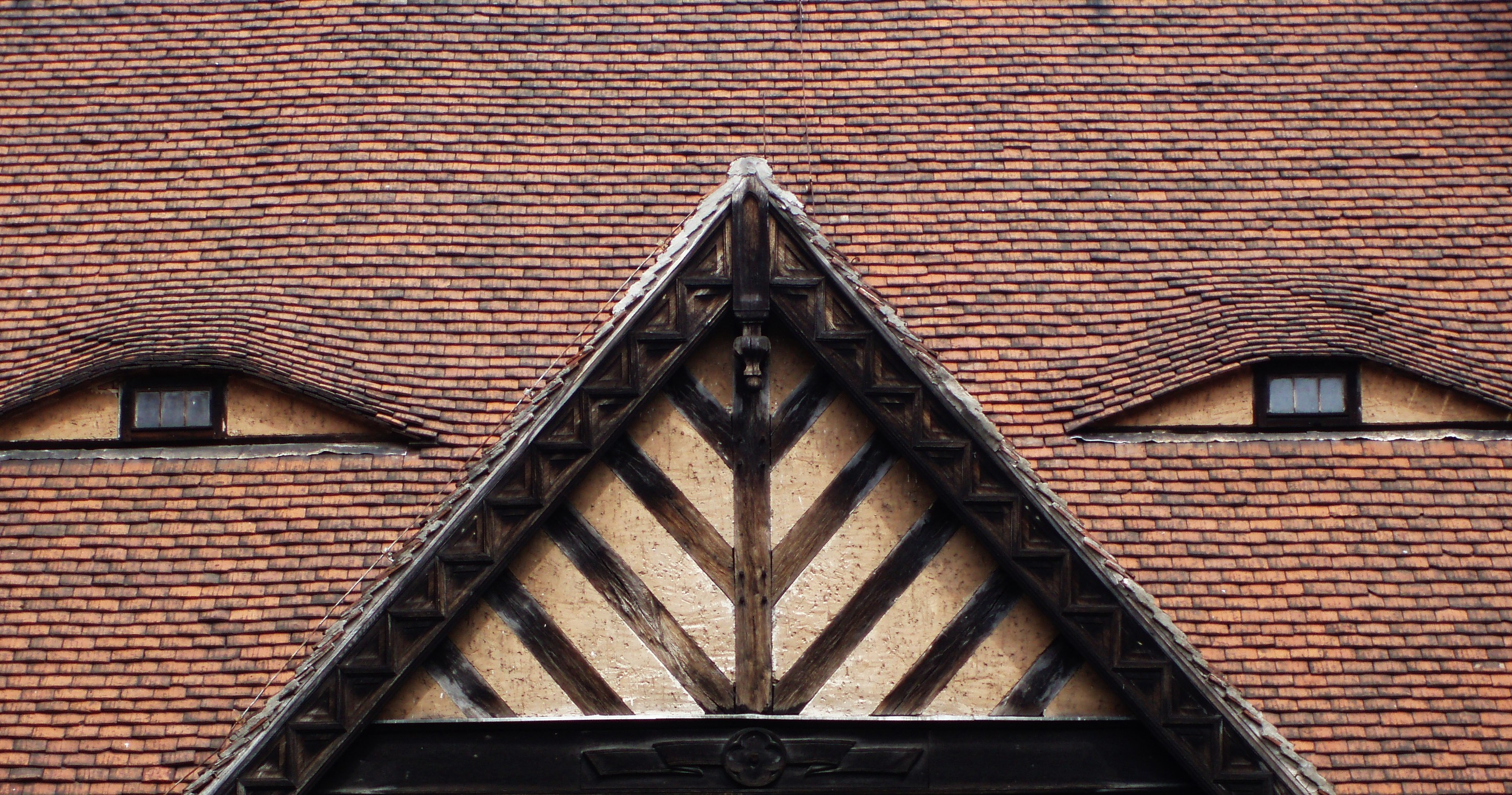
Curiosos ulls amb nas
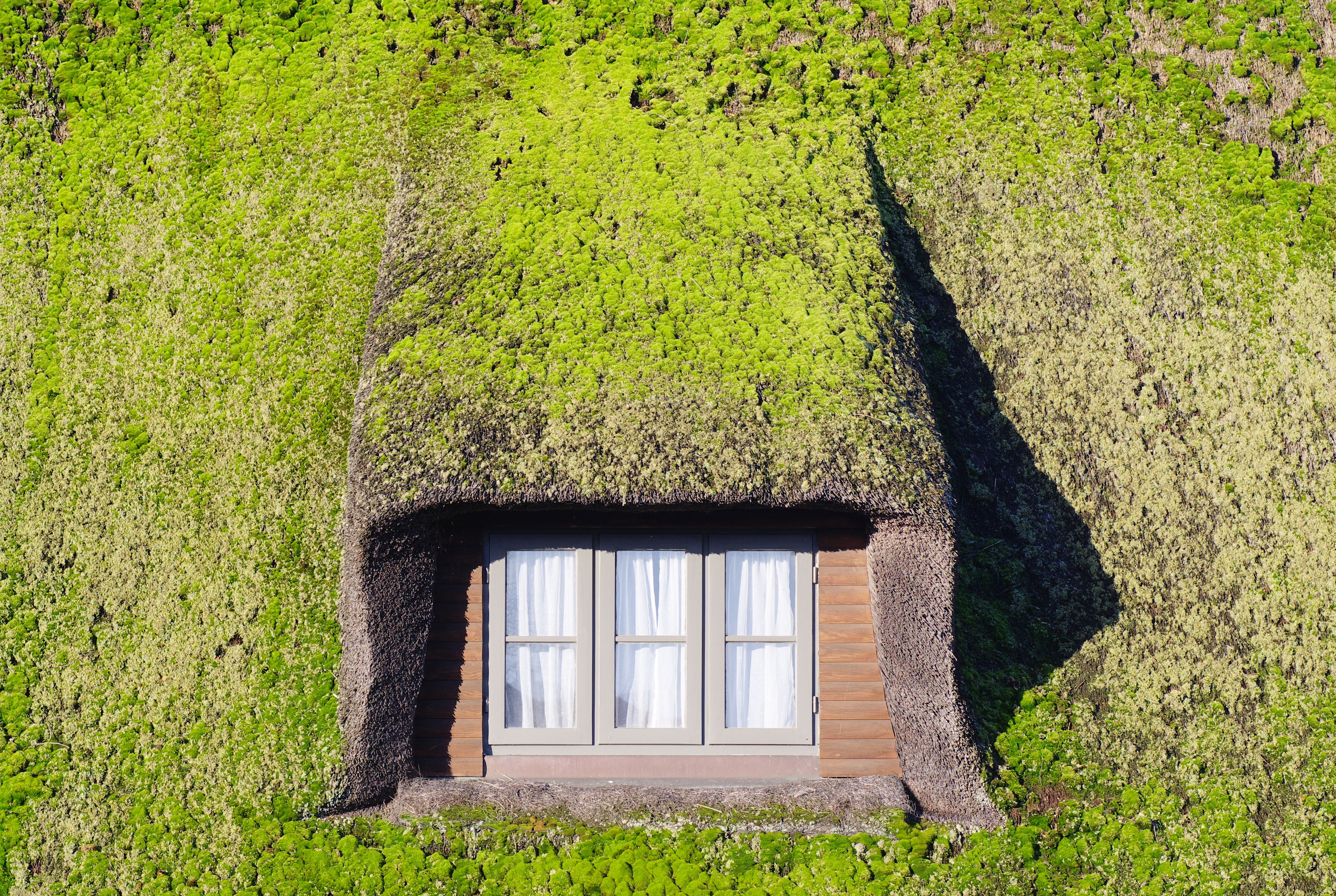
Llucana en una coberta de palla a Norderstapel
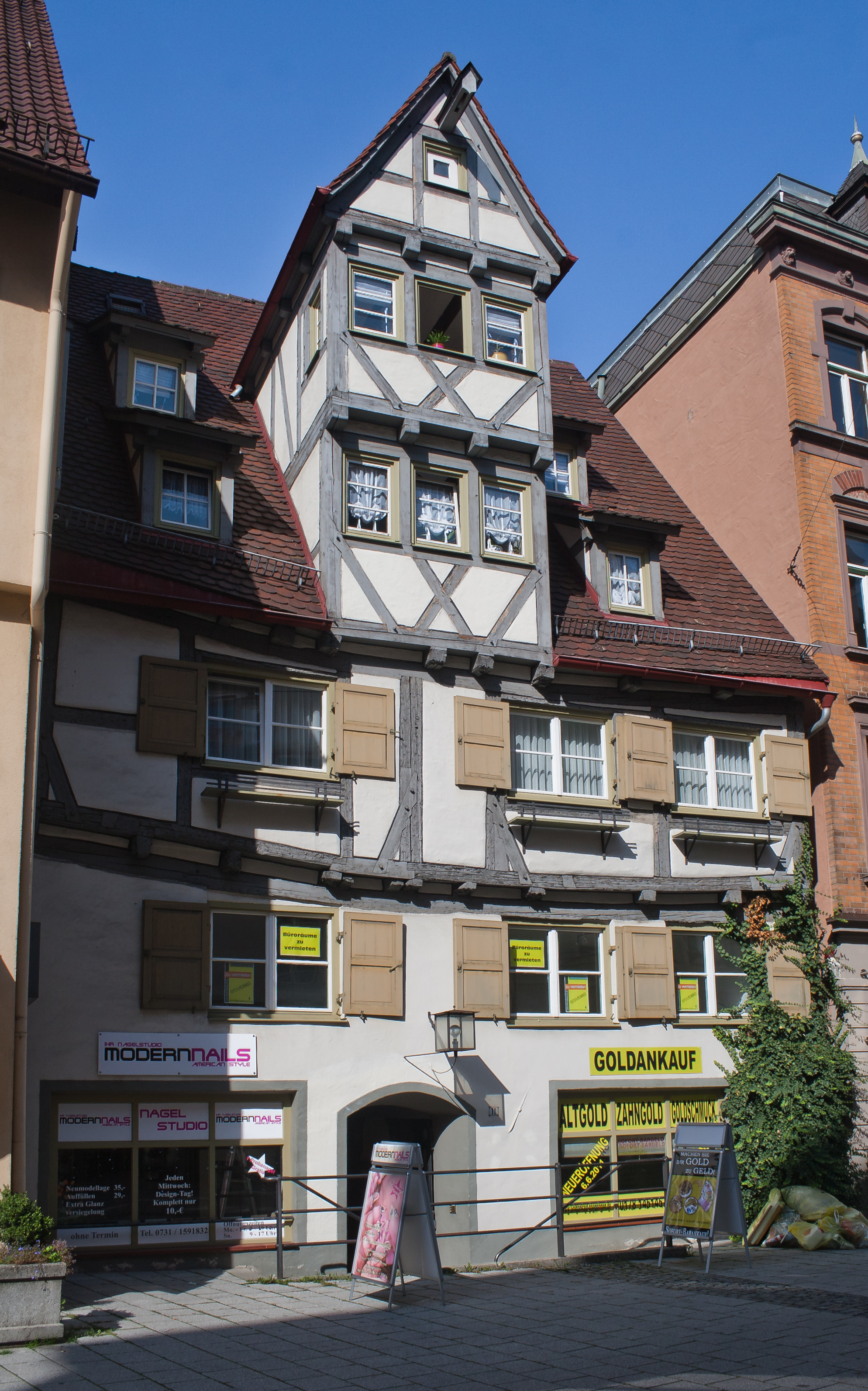
Llucana de dos nivells a Ulm, Baden-Württemberg
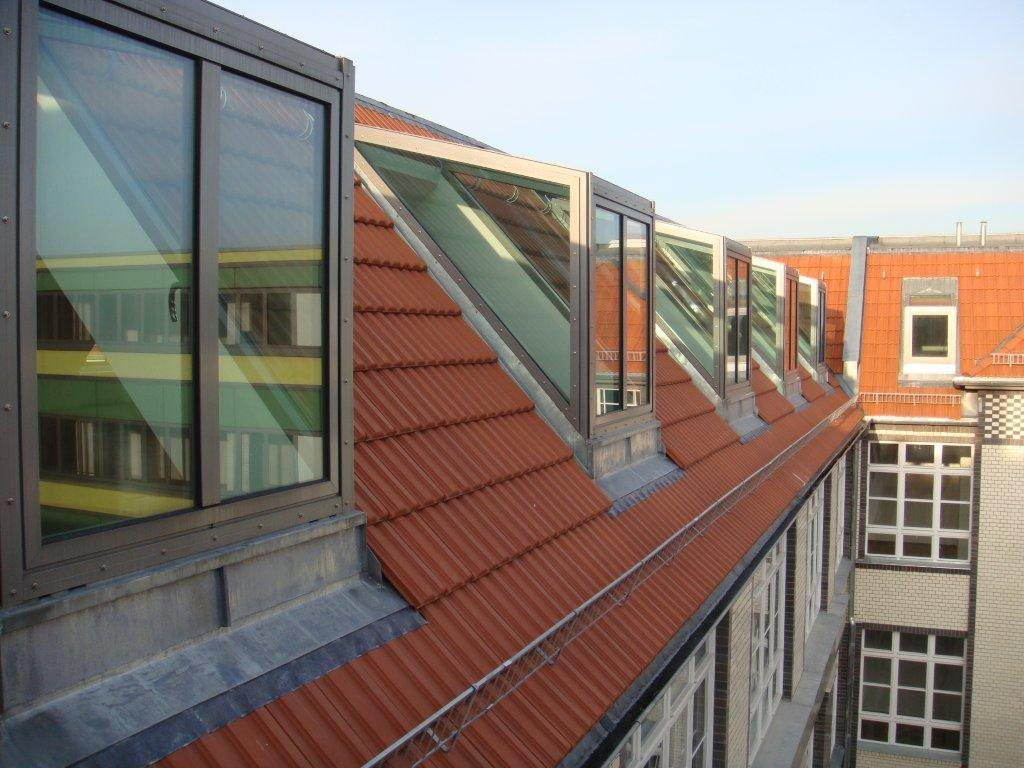
Llucanes modernes envidrades